# Німецькі бразильці
Німецькі бразильці (нім. Deutschbrasilianer, гунсрик. Deitschbrasiliooner, порт. teuto-brasileiros) представляють собою спільноту громадян Бразилії з німецьким корінням, будь то повністю або частково. Ця група проживає передусім у південному регіоні країни, і, крім того, має невеликий, але все ж значущий представницький відсоток у південно-східному регіоні.
Між 1824 та 1972 роками приблизно 260 000 німців обрали Бразилію своєю новою домівкою, ставши таким чином п'ятою за чисельністю національною групою іммігрантів, після португальців, італійців, іспанців та японців. До 1940 року німецька діаспора в Бразилії налічувала приблизно один мільйон осіб.
Значний приріст чисельності німецької громади в Бразилії став можливим завдяки відносно високому рівню народжуваності, що було найвищим серед усіх груп іммігрантів в країні, хоча він все ще залишався нижчим, ніж серед місцевого населення.
Більшість німецьких іммігрантів обрали для оселення бразильські штати Ріо-Гранді-ду-Сул, Санта-Катаріна, Парана, Сан-Паулу та Ріо-де-Жанейро. Менше 5 % німців вибрали Мінас-Жерайс, Пернамбуку та Еспіріту-Санту для свого нового місця проживання.
За результатами опитування, проведеного у 1999 році дослідником IBGE Саймоном Шварцманом серед репрезентативного зразка бразильського населення, 3,6 % відзначили, що вони мають певне німецьке походження. Цей відсоток становив близько 7,2 мільйона нащадків серед населення приблизно у 200 мільйонів чоловік. Проте у 2004 році Deutsche Welle повідомила про цифру в 5 мільйонів бразильців з німецьким походженням.
Згідно з опитуванням, проведеним у 2016 році та опублікованим Інститутом прикладних економічних досліджень, серед загальної кількості 46 801 772 проаналізованих імен бразильців, 1 525 890 або 3,3 % з них мали єдине або останнє прізвище німецького походження. Це становить приблизно 6,7 мільйонів осіб, якщо застосувати цей відсоток до всього населення в цьому році.
Німецькі діалекти утворюють другу за поширеністю мову в Бразилії, одразу за португальською. Кілька муніципалітетів в Бразилії визнані офіційною територією для бразильської хунсрюкської та німецької східнопоморської разом із португальською. Ці муніципалітети розташовані в Південній Бразилії та Еспіріту-Санту. За оцінками, мову бразильською хунсрюкською розмовляє від 2 до 3 мільйонів людей.

## Огляд

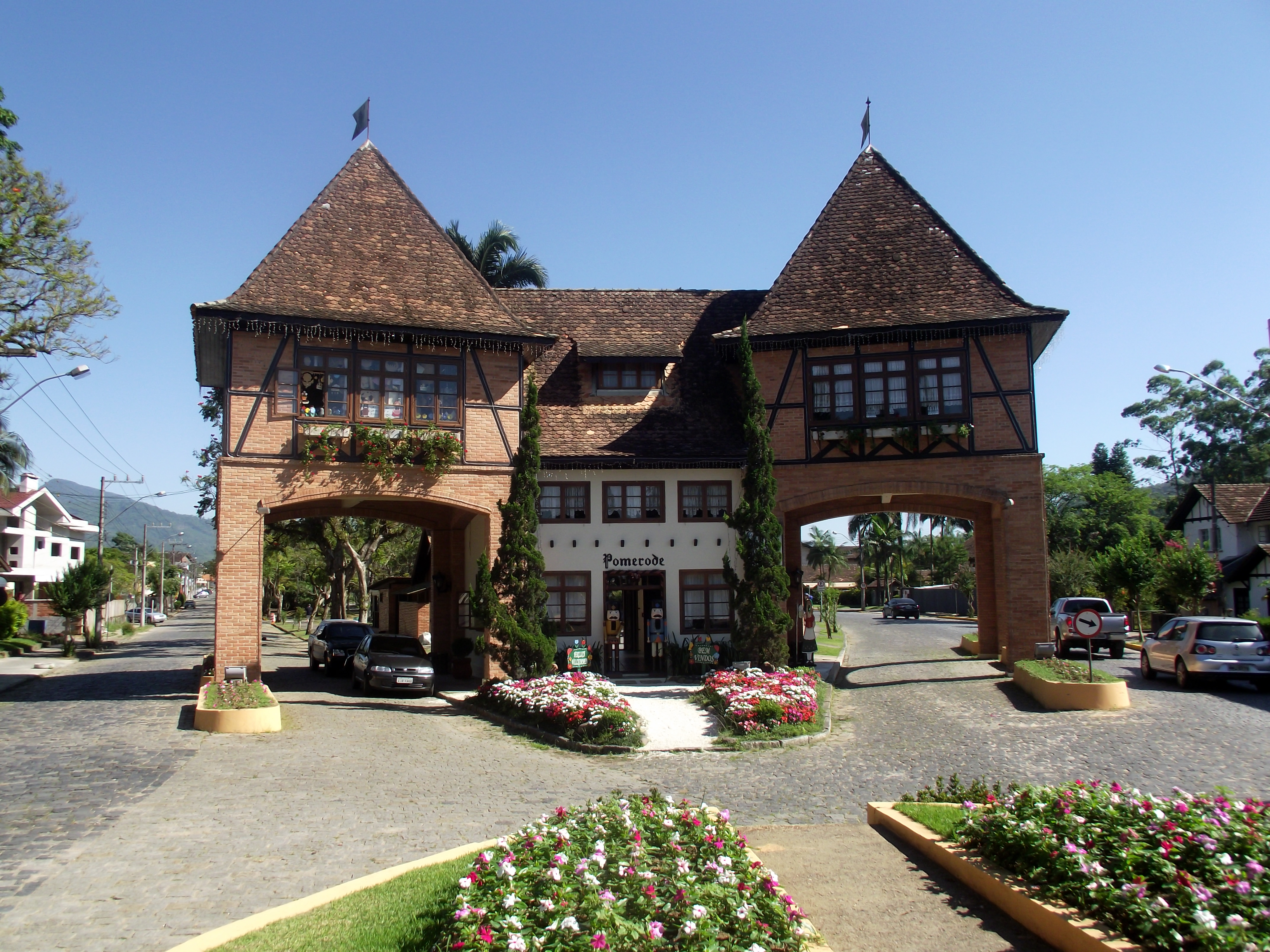
Німецька колонізація в Помероде.

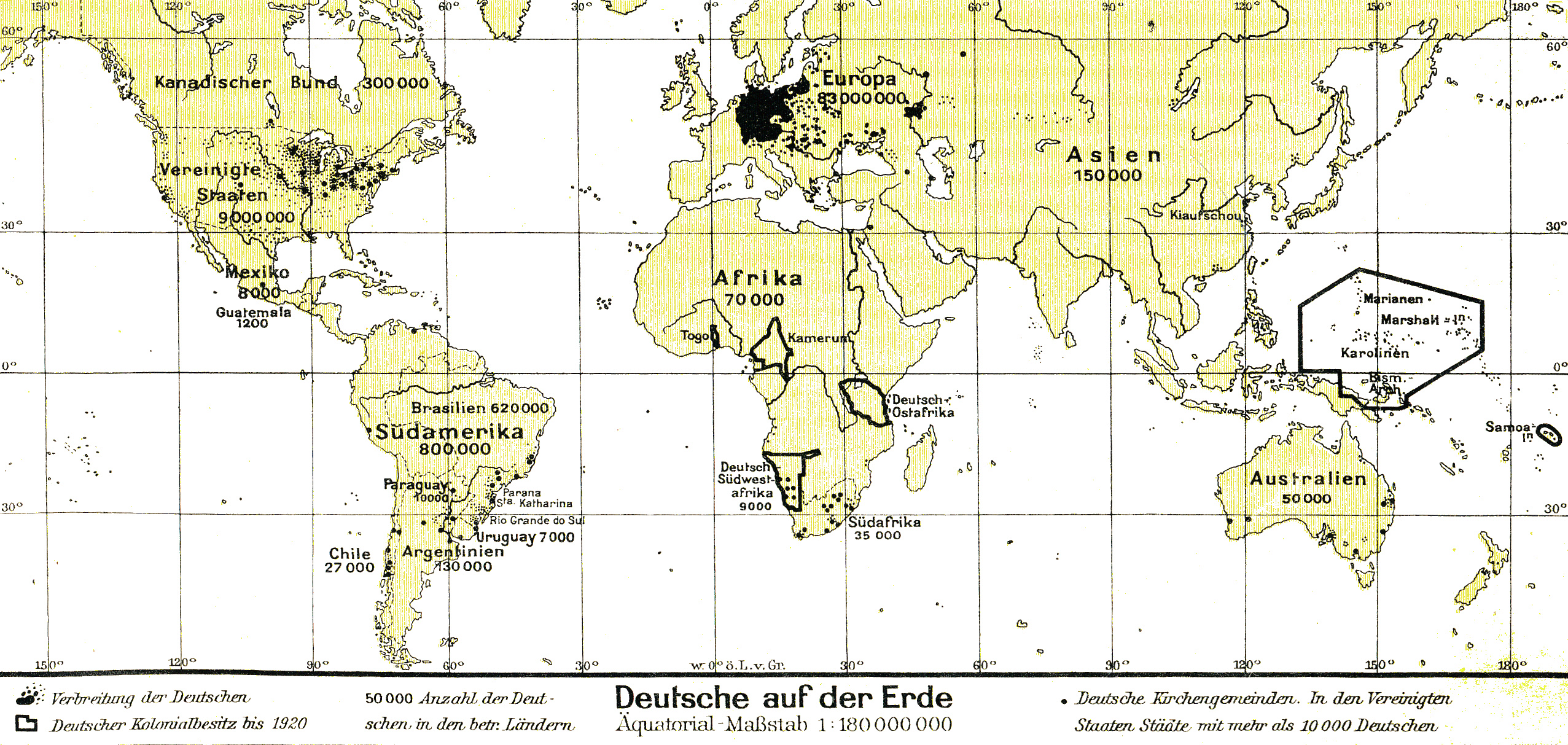
Німецька діаспора (бл. 1930). Бразилія прийняла друге місце за кількістю німців, поступаючись лише США.

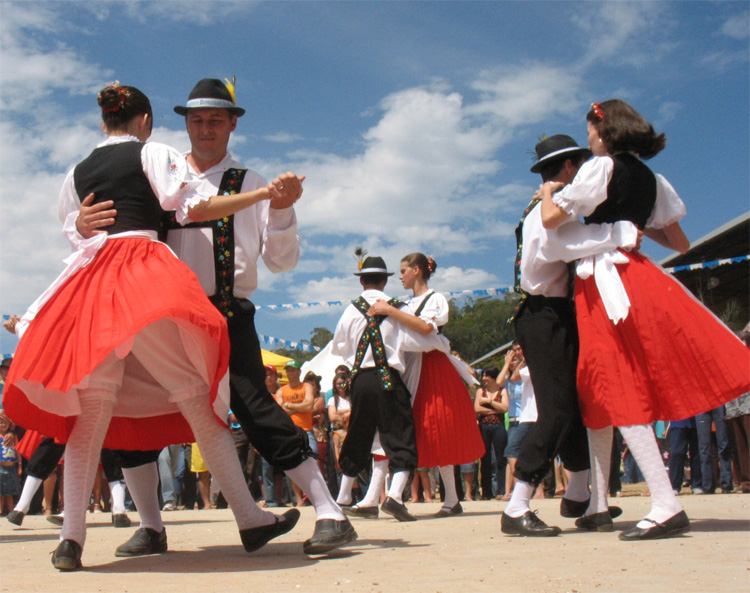
Німецькі предки в Ріо-де-Жанейро.

В XIX столітті відбулася інтенсивна хвиля еміграції європейців до різних країн світу, що призвела до процесу європеїзації цих територій. Між 1816 і 1850 роками, близько 5 мільйонів осіб покинули Європу; між 1850 і 1880 роками цей чисельний показник збільшився до 22 мільйонів емігрантів. З 1846 по 1932 рік, близько 60 мільйонів європейців вирушили в пошуках кращого життя. Багато німців залишили німецькі держави після невдалих революцій 1848 року.
З між 1878 і 1892 роками ще 7 мільйонів німців покинули Німеччину. Починаючи з 1870-х років, Німеччина стала однією з країн, з якої найбільша кількість людей емігрувала, переважно до Сполучених Штатів. З 1820 по 1840 роки німці складали 21,4 % усіх європейських іммігрантів, які прибули до США, цей показник збільшився до 32,2 % протягом наступних двох десятиліть. Наприкінці XIX століття вони стали найбільшою групою іммігрантів у США, налічувавши 21,9 % від усієї міграційної хвилі.
Німецька імміграція до Бразилії була невеликою порівняно з імміграцією інших національностей, таких як португальці, італійці та іспанці. Німці виявилися на четвертому місці серед іммігрантів до Бразилії, але опустилися на п'яте місце, коли японська імміграція зросла після 1908 року.
Попри те, що імміграція німців до Бразилії була невеликою, вона мала помітний вплив на етнічний склад країни, особливо населення південної Бразилії. Цей великий вплив був результатом різних чинників. В першу чергу, варто відзначити, що німецька імміграція до Бразилії має старовинні коріння, розпочавшись ще в 1824 році, задовго до масової імміграції інших європейських етнічних груп до Бразилії.
Наприклад, перші значущі групи італійців, які іммігрували до Бразилії, прибули лише в 1875 році, через багато десятиліть після прибуття перших німців. Коли розпочалася поселення інших європейців в Бразилії, німці вже жили там протягом багатьох поколінь. Ще одним фактором була висока народжуваність серед німецьких бразильців. Дослідження виявили, що між 1826 і 1828 роками перша покоління німецьких бразильців в середньому мало 8,5 дітей на жінку, а друге покоління мало в середньому 10,4 дитини на одну жінку.
У книзі «Доктрина Монро» Т. Б. Еджінгтона сказано: «Природний приріст німецького населення на півдні Бразилії — дивовижний. Як правило, вони виховують від десяти до п'ятнадцяти дітей в кожній родині. Блуменау, колонія, яка була заснована німцями понад півстоліття тому, подвоює свою чисельність кожні десять років. Південний Бразилія тепер називається „Велика Німеччина“, і німці мають тут комерційну та фінансову перевагу.»
Незважаючи на те, що населення німецького походження становить малий відсоток в Бразилії в цілому, вони представляють дуже великий відсоток населення Південного регіону. Джин Роше оцінив, що люди німецького походження становили 13,3 % населення Ріо-Гранді-ду-Сул в 1890 році, і ця частка зросла до 21,6 % населення в 1950 році. До 1920 року більшість населення німецького походження народилася в Бразилії.
Перепис 1920 року показав, що іноземці становили всього 3 % населення старих німецьких спільнот у Сан-Леопольду, Естрелі, Монтенегро і Бом-Ретіро-ду-Сул. Сан-Леопольду, з населенням 46 482 жителів, мав всього 1159 іноземців. У нових німецьких спільнотах частка іноземців була більшою, наприклад, у Іжуї (15 %) та Еречімі (25 %), що вказує на те, що ці місцевості були новішими напрямками для імміграції в цьому штаті. Перепис 1940 року показав, що практично всі населення німецького походження були вже народжені в Бразилії.

## Імміграція
Коли німецькомовні іммігранти спочатку прибули до Бразилії на початку 19 століття, вони не ідентифікували себе так сильно як єдина німецько-бразильська група. Проте з часом з багатьох різних гео-соціо-політичних причин виникла спільна регіональна ідентичність. Німці іммігрували в основному з того, що зараз є Німеччиною, а також з інших країн, де були сформовані німецькі громади. З 1824 по 1969 рік приблизно 250 000 німців емігрували до Бразилії, ставши четвертою за розміром іммігрантською спільнотою, яка оселилася в цій країні, після португальців, італійців і іспанців. Близько 30 % з них прибули між Першою та Другою світовими війнами.
| Німецька імміграція до Бразилії, десятирічні періоди з 1824 по 1969 рік Source: Brazilian Institute for Geography and Statistics (IBGE) | Німецька імміграція до Бразилії, десятирічні періоди з 1824 по 1969 рік Source: Brazilian Institute for Geography and Statistics (IBGE) | Німецька імміграція до Бразилії, десятирічні періоди з 1824 по 1969 рік Source: Brazilian Institute for Geography and Statistics (IBGE) | Німецька імміграція до Бразилії, десятирічні періоди з 1824 по 1969 рік Source: Brazilian Institute for Geography and Statistics (IBGE) | Німецька імміграція до Бразилії, десятирічні періоди з 1824 по 1969 рік Source: Brazilian Institute for Geography and Statistics (IBGE) | Німецька імміграція до Бразилії, десятирічні періоди з 1824 по 1969 рік Source: Brazilian Institute for Geography and Statistics (IBGE) | Німецька імміграція до Бразилії, десятирічні періоди з 1824 по 1969 рік Source: Brazilian Institute for Geography and Statistics (IBGE) | Німецька імміграція до Бразилії, десятирічні періоди з 1824 по 1969 рік Source: Brazilian Institute for Geography and Statistics (IBGE) | Німецька імміграція до Бразилії, десятирічні періоди з 1824 по 1969 рік Source: Brazilian Institute for Geography and Statistics (IBGE) | Німецька імміграція до Бразилії, десятирічні періоди з 1824 по 1969 рік Source: Brazilian Institute for Geography and Statistics (IBGE) | Німецька імміграція до Бразилії, десятирічні періоди з 1824 по 1969 рік Source: Brazilian Institute for Geography and Statistics (IBGE) | Німецька імміграція до Бразилії, десятирічні періоди з 1824 по 1969 рік Source: Brazilian Institute for Geography and Statistics (IBGE) | Німецька імміграція до Бразилії, десятирічні періоди з 1824 по 1969 рік Source: Brazilian Institute for Geography and Statistics (IBGE) |
| --- | --- | --- | --- | --- | --- | --- | --- | --- | --- | --- | --- | --- |
| 1824–47 | 1848–72 | 1872–79 | 1880–89 | 1890–99 | 1900–09 | 1910–19 | 1920–29 | 1930–39 | 1940–49 | 1950–59 | 1960–69 | |
| 8 176 | 19 523 | 14,325 | 18 901 | 17 084 | 13 848 | 25 902 | 75 801 | 27 497 | 6 807 | 16 643 | 5 659 | |

## Перше німецьке поселення в Бразилії

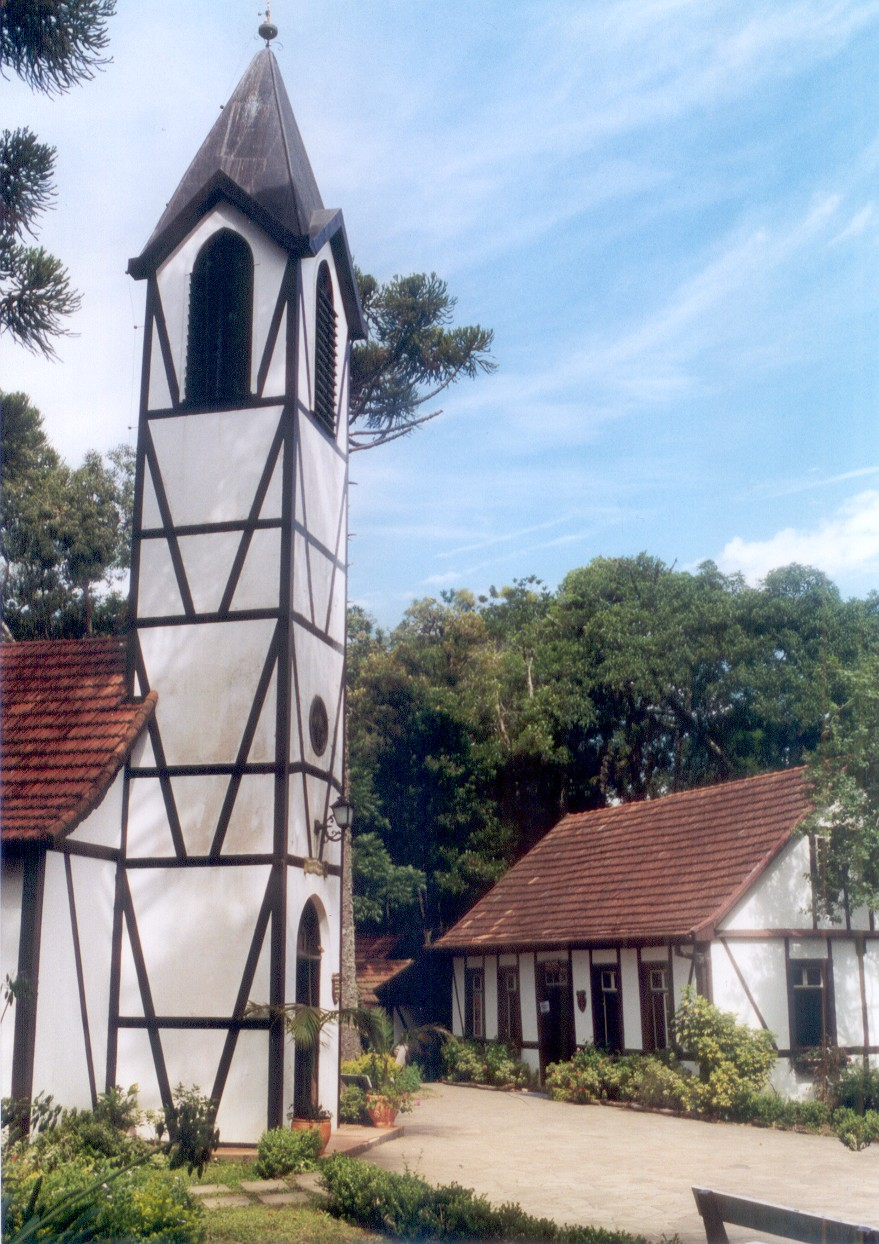
Нова Петрополіс, заселена німцями в 1858 році.

Перші німецькі іммігранти, які оселилися в Бразилії, були 165 родин, які поселилися в Ільєусі, Баїя, в 1818 році. Один рік пізніше 200 родин оселилися в Сан-Жоржі, в тому ж штаті. Деяких німців привезли працювати в бразильську армію після отримання незалежності від Португалії в 1822 році.
Однак колись назву «колиска німецької поселення в Бразилії» заслужено належить Сан-Леопольду, де в 1824 році була створена німецька поселення. Тоді Південний Бразилія мала дуже низьку густоту населення. Більшість мешканців концентрувалися на узбережжі, а кілька — в Пампас. Внутрішній регіон був вкритий лісами і розріджений різними групами місцевих америндіанців. Відсутність єдиної популяції в центрі країни вважалася проблемою бразильською владою, оскільки Південний Бразилія міг бути легко захоплений сусідніми країнами.
Оскільки Бразилія була недавно незалежною від Португалії, неможливо було привезти португальських іммігрантів. Німеччина страждала від наслідків війн з Наполеоном, перенаселеності і бідності в сільській місцевості. Багато німців були готові іммігрувати в Бразилію. Крім того, імператриця Бразилії, Марія Леопольдіна, була австрійкою і підтримувала прихід німецьких іммігрантів.

### Перші громади
Майор Шеффер, німець, який проживав в Бразилії, був відправлений в Німеччину з метою привезення іммігрантів. Він привіз іммігрантів і солдатів з Рейнсько-Пфальцу. Щоб привернути іммігрантів, бразильська влада обіцяла великі земельні ділянки, де вони могли б оселитися зі своїми сім'ями і колонізувати регіон. Фактично ці землі знаходилися в середині великих лісів, і перші німці були покинуті бразильською владою. З 1824 по 1829 рік майор привіз до Бразилії 5 000 німців.
Німецькі іммігранти в Бразилії оселилися в основному в сільських районах, які називали колоніями (colônias на португальській). Ці колонії були створені бразильською владою, і землі були розподілені серед іммігрантів. Вони повинні були будувати свої власні будинки і обробляти землю.
Перші роки були непростими. Багато німців померли від тропічних захворювань, а інші покинули колонії, щоб знайти кращі умови для життя. Німецька колонія Сан-Леопольду була на початкових етапах розкладом. Однак в наступні роки до Сан-Леопольду прибуло ще 4 830 німців, і тоді колонія почала розвиватися, іммігранти створили місто Ново-Амбурго (Новий Гамбург). З Сан-Леопольду і Нового Гамбургу німецькі іммігранти розповсюдилися в інші райони Ріо-Гранді-ду-Сул, в основному біля джерел річок. Вся область Вале-дос-Сінус була заселена німцями. Протягом 1830-х і частини 1840-х років німецька імміграція до Бразилії була припинена через конфлікти в країні (Війна Рагамуффінов).
| Перші поселенці в Joinville | Перші поселенці в Joinville | Перші поселенці в Joinville | Перші поселенці в Joinville | Перші поселенці в Joinville | Перші поселенці в Joinville | Перші поселенці в Joinville | Перші поселенці в Joinville | Перші поселенці в Joinville | Перші поселенці в Joinville | Перші поселенці в Joinville | Перші поселенці в Joinville | Перші поселенці в Joinville | Перші поселенці в Joinville | Перші поселенці в Joinville | Перші поселенці в Joinville | Перші поселенці в Joinville | Перші поселенці в Joinville | Перші поселенці в Joinville |
| --------------------------- | --------------------------- | --------------------------- | --------------------------- | --------------------------- | --------------------------- | --------------------------- | --------------------------- | --------------------------- | --------------------------- | --------------------------- | --------------------------- | --------------------------- | --------------------------- | --------------------------- | --------------------------- | --------------------------- | --------------------------- | --------------------------- |
| Походження                  | Швейцарія                   | Пруссія                     | Норвегія                    | Ольденбург                  | Голштинська                 | Ганновер                    | Шлезвіг                     | Гамбург                     | Саксонія                    | Польща                      | Любек                       | Мекленбург                  | Люксембург                  | Швеція                      | Вюртемберг                  | Брауншвейг                  | Шварцбург                   | інші                        |
| Іммігранти                  | 190                         | 70                          | 61                          | 44                          | 20                          | 20                          | 17                          | 16                          | 8                           | 5                           | 4                           | 4                           | 3                           | 3                           | 1                           | 1                           | 1                           | 4                           |

### Хвилі іммігрантів

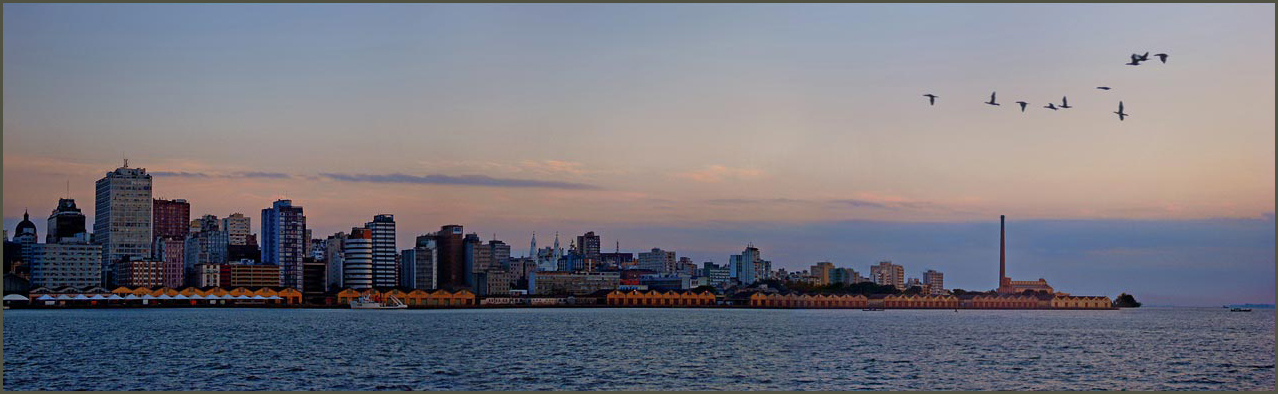
Багато міст у столичній зоні Порту-Алегрі були засновані німцями, як-от Сан-Леопольдо, Ново-Гамбургу, Нова-Гарц, Дойс-Ірмаос (Баумшнайс), Івоті (Берганшнейс) і Сапіранга (Леонер-Хоф).

Імміграція відновилася після 1845 року зі створенням нових колоній. Найважливіші з них були Блуменау в 1850 році і Жойнвіль в 1851 році, обидві в штаті Санта-Катаріна; ці міста привернули тисячі німецьких іммігрантів до регіону. Деяка масова імміграція була спричинена Революцією 1848 року в німецьких державах. На сьогодні ці області німецької колонізації є одними з найбагатших частин Бразилії, з найнижчим рівнем безробіття і неграмотності в країні, і вони все ще зберігають сильний вплив німецької культури.
Концом 19 століття було створено 122 німецьких громади в Ріо-Гранді-ду-Сул, і багато інших в Санта-Катаріна, Парана, Сан-Паулу, Мінас-Жерайс і Ріо-де-Жанейро. Німці допомогли створити середній клас населення в Бразилії, країні, яка раніше була розділена між рабами і їх власниками.
|                                                                                     | Ніде наші колонії, ці вірні відгалуження від материнського коріння, не обіцяють таких надій, як тут. Сьогодні в цих провінціях понад тридцять відсотків мешканців — німці або німецького походження, і співвідношення їх природного збільшення вище, ніж в португальців. Напевно, ця частина світу належить нам, і ключ до всього цього — Санта-Катаріна, яка простягається від гавані Сан-Франциско далеко вглиб з її до цього часу нерозвиненою, мало відомою багатством. Ось дійсно, на південному сході Бразилії — це багата і здорова земля, де німецький емігрант може зберегти свою національність, де для всього, що означає слово 'німецькість', прекрасне майбутнє посміхається. |
| — Доктор Лейзер, німецький мандрівник в Південному Бразилії на початку 20 століття. | |

Станом на 1905 рік Німецька морська служба зазначила, що в Бразилії проживало понад 140 тисяч німців, 131,5 тисячі з них були громадянами Рейху, а інші 8,5 тисячі — громадянами Рейху, і було 24 німецькі консульства.

## Міські німці в Бразилії

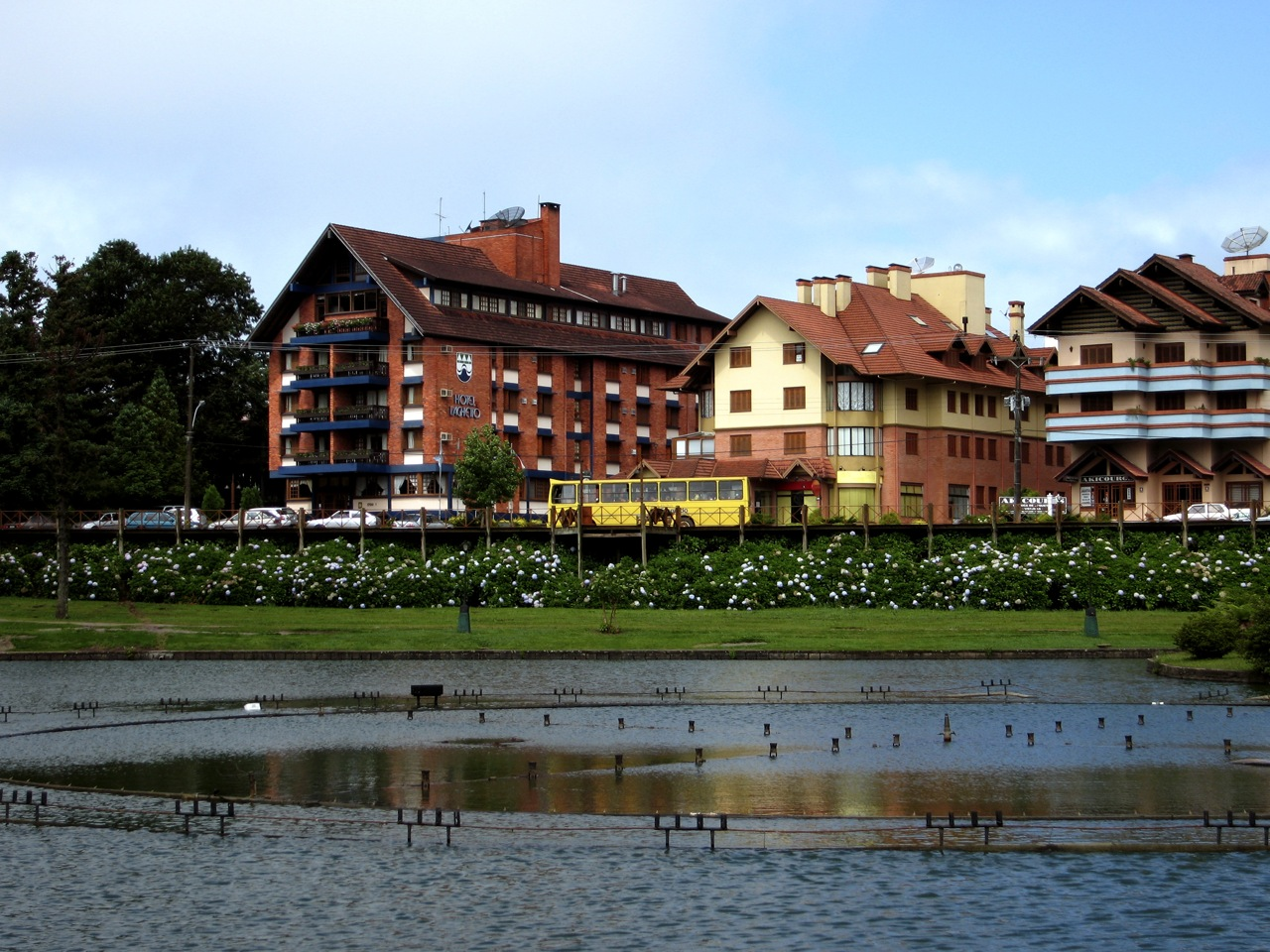
Грамаду — туристичне італо-німецьке місто в Ріу-Гранді-ду-Сул.

Не всі німці, які оселилися в Бразилії, стали фермерами. На початку 20 століття було дуже мало незаселених сільських районів Південного Бразилії. Більшість з них були заселені німецькими, італійськими і польськими іммігрантами протягом 19 століття.
У зв'язку з такою ситуацією більшість німців, які іммігрували до Бразилії в 20 столітті, оселилися у великих містах, хоча багато з них також оселилися в старих сільських німецьких колоніях. Німецька імміграція до Бразилії досягла свого піку в 1920-х роках після Першої світової війни.
Ці німці були в основному середнього класу з міських районів Німеччини, відмінно від бідних селян, які оселилися в колоніях Бразилії в 19 столітті.
У 1858 році німці становили 15 % населення Порту-Алегре, [20] 10 % населення Сан-Паулу в 1860 році, [21] і 60 % іммігрантів, які жили в Курітібі до кінця 19 століття.[22] У Ріо-де-Жанейро на початку 1830 року було 20 підприємств, власність німців. Через двадцять років ця кількість зросла до 50.[23]
Люди німецького походження активно брали участь у промисловому розвитку та розвитку великих міст в Бразилії, таких як Курітіба і Порту-Алегре.
У Сан-Паулу німці заснували свою першу колонію в 1829 році.[24][25][26] На початку 20 століття місто вважалося центром німецько-бразильської культури.[27] Місто привертало німецьких іммігрантів до 1950-х років. Сьогодні велике Сан-Паулу проживає понад 400 000 німецьких бразильців.[28][29]
| Власники промислових і торговельних закладів у Куритибі (1869—1889) | Власники промислових і торговельних закладів у Куритибі (1869—1889) |
| Етнічного походження                                                | Всього                                                              |
| ------------------------------------------------------------------- | ------------------------------------------------------------------- |
| </img> Бразилія                                                     | 230                                                                 |
| </img> Німеччина                                                    | 104                                                                 |
| </img> Італія                                                       | 26                                                                  |
| </img> Франція                                                      | 18                                                                  |
| </img> Об'єднане Королівство                                        | 8                                                                   |

## Піонерський період
| італійці      | 35 984 |
| португальська | 9,552  |
| німці         | 6,887  |
| Іспанська     | 4,725  |
| росіяни       | 4,471  |
| австрійці     | 4,292  |
| Японський     | 1,167  |

Німецькі поселення, а також інших європейських етнічних груп, займають велику територію в центральних частинах штатів Парана, Санта-Катаріна і Ріо-Гранді-ду-Сул. З сходу вони межують з територіями колишньої азорсько-португальської колонізації, а на півдні і заході з грацькими пасовищами гаушо. Області німецької поселення виникли в центрі регіону, відокремлені від інших поселень.
В цих віддалених пасторських і сільськогосподарських районах іммігранти не були під контролем могутніх бразильських власників землі. Завдяки цій ізоляції іммігранти могли самостійно організовувати свої справи, будуючи власні церкви, школи та муніципальні влади. Дітей виховували німецькою мовою. Португальська мова стала домінуючою пізніше, як засіб спілкування з бразильцями або з іммігрантами інших національностей.[32]
Перше покоління іммігрантів стикалося з важкою задачею виживання, відкриваючи просіки в дівочому лісі для будівництва власних будинків і доріг. Атаки індіанців були загальними. Відокремлені від інших поселень, німці також стикалися з труднощами у пошуках ринків для своєї продукції. Першою складністю було визначення, які види продуктивної діяльності можна було б інтегрувати в бразильську економіку. Тільки бідність, яку вони переживали в Європі через наслідки Промислової революції і кризи під час консолідації європейських націй, може пояснити їхню наполегливість в Бразилії, іноді стикаючись з жалюгідними умовами, що були гіршими, ніж ті, з якими вони знайомі в Європі. Однак після прибуття в Бразилію вони стали малими власниками землі, що полегшило їхній розвиток.[32]
| Колонії, створені з 1808 року | Колонії, створені з 1808 року | Колонії, створені з 1808 року | Колонії, створені з 1808 року | Колонії, створені з 1808 року | Колонії, створені з 1808 року | Колонії, створені з 1808 року | Колонії, створені з 1808 року | Колонії, створені з 1808 року | Колонії, створені з 1808 року |
| ----------------------------- | ----------------------------- | ----------------------------- | ----------------------------- | ----------------------------- | ----------------------------- | ----------------------------- | ----------------------------- | ----------------------------- | ----------------------------- |
| Держава                       | Ріу-Гранді-ду-Сул             | Сан-Паулу                     | Санта-Катаріна                | Мінас-Жерайс                  | Парана                        | Баїя                          | Ріо-де-Жанейро                | Еспіріту Санто                | Пернамбуку                    |
| Номер                         | 180                           | 49                            | 37                            | 14                            | 12                            | 10                            | 9                             | 3                             | 2                             |

## Період процвітання
Наступні покоління скористалися зусиллями перших іммігрантів і процвітали. Сім'ї зростали, а поселення розширювалися, створюючи цвітучу німецьку спільноту малих власників землі. Спочатку вони знаходили дівочі ліси, які можна було заселяти або купувати за низькими цінами. Протягом цього періоду більш віддалені спільноти страждали від месіанської аномії, під впливом популярних німецьких традицій протестантських амбіцій. Це призвело до відбування бунту Мукерів у 1870-х роках, який завершився кількома злочинами і вбивствами.[32]

## Ідентичність

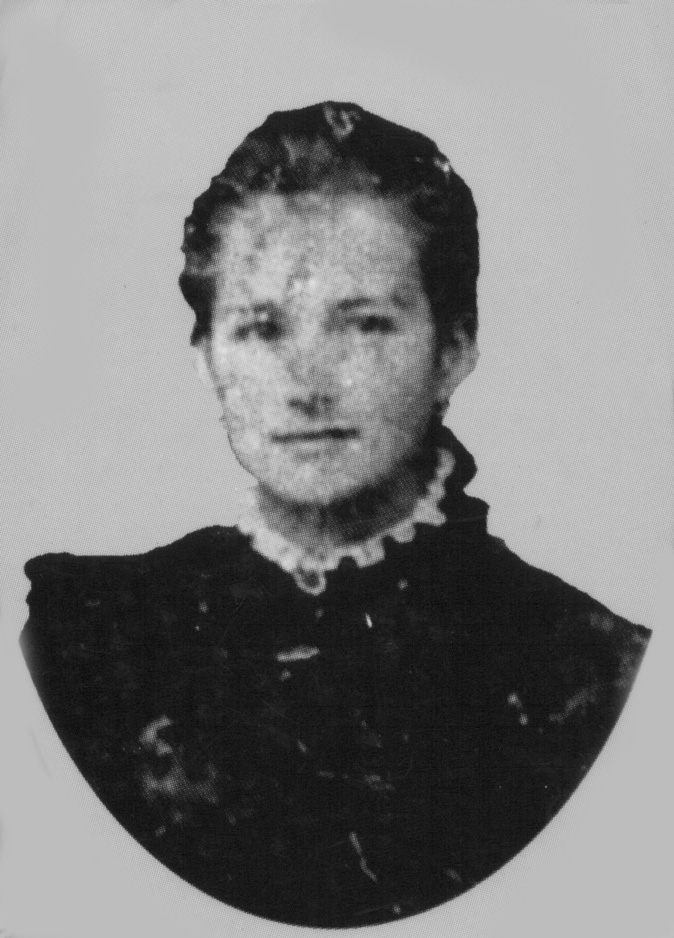
Якобіна Менц Маурер, лідер Мукерів.

За словами Дарсі Рібейро, незважаючи на їхню ізоляцію, нащадки німців знали, що Бразилія тепер їхній дім. Нові іммігранти, які прибули з Німеччини, були чітко відмінні від німецьких бразильців старіших поколінь. Німецькі бразильці відійшли від європейських стандартів, звичок, мови та амбіцій.
Однак співіснування з місцевими бразильцями (америндцями, португальськими бразильцями азорського походження, змішанцями-гаучосами та кількома афро-бразильцями) показало, що відмінності від місцевих були також великими. Німецьким бразильцям також не подобалася нищета, з якою стикалися бразильці іншого походження. Тому німецькі бразильці нарешті створили третю ідентичність, яка не була повністю німецькою (через відстань, що створювала гострі відмінності), але також не була повністю бразильською (через небажану нищету, яку бачили у бразильцях).
Їхня ізоляція і культурний та мовний консерватизм призвели до конфліктів між німецькими бразильцями (а також японськими бразильцями, італійськими бразильцями та іншими) з одного боку, і бразильцями старшого покоління з іншого боку. Націоналізація була фундаментальною, вимагала викладання іноземних мов у школах, ламала ізоляцію спільнот і залучала молодь іноземного походження до служби в армії.
Переїжджаючи до міських центрів, молодше покоління розширювало свій культурний горизонт і свій власний погляд на Бразилію. Коли вони поверталися в свої рідні міста, вони підтримували бразильську ідентичність, яка вже ставала обов'язковою.
З середини 20-го століття до сьогодення ця популяція не розглядається іншими бразильцями як «іноземці», але як сучасне прогресивне міське населення.
Визначення себе як «бразильців» також переважає серед німецьких бразильців, оскільки культурний світ їхніх предків був повністю змінений. Вони вважають нереалістичним претендувати на іншу етнічну ідентичність, крім бразильської. З середини 20-го століття і до сьогодення єдині помітні відмінності між бразильцями німецького та іншого європейського та арабського походження полягають у рівнях освіти (вищий серед німецьких бразильців), а також у кількох збереглих німецьких традиціях.[32]

## Панорама німецьких громад

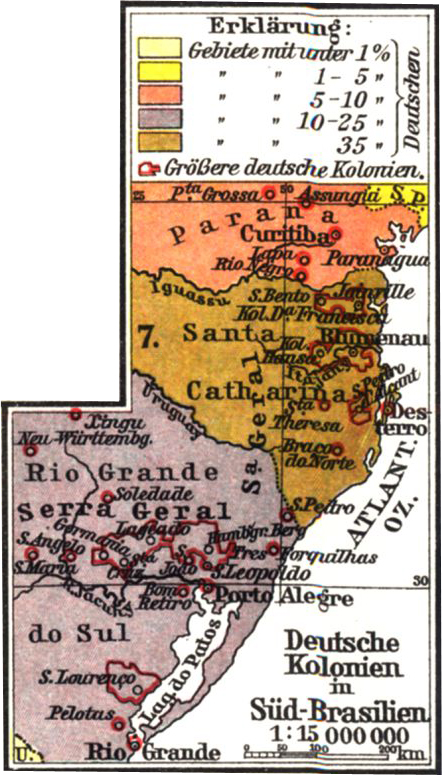
Німецьке населення в Південній Бразилії в 1911 році.

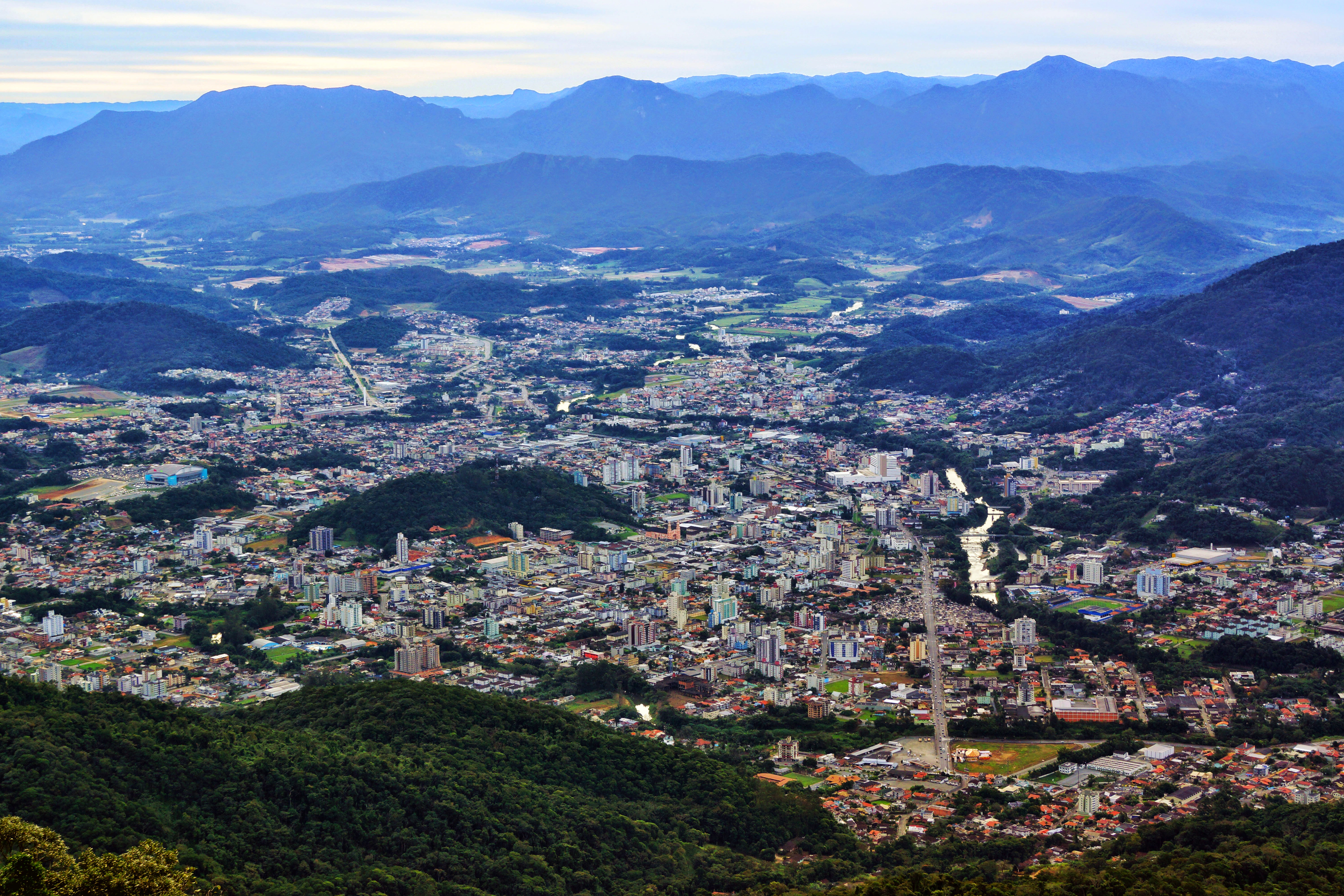
До 2002 року дослідження мерії дійшли висновку, що 45 % жителів Жарагуа-ду-Сул походять від німців. Іншими основними групами були італійці (25 %), поляки (6 %) та угорці (3 %); 21 % мали інше походження.

Німецькі бразильські райони сьогодні складають бразильський регіон з власним характером, який складається з містечок і великих концентрацій мешканців навколо церкви, комерції та школи. Ці сільські селища пов'язані з великими містами, де економіка стала різноманітною, додавши до первинного сільськогосподарського виробництва промисловість.
Таким чином, південні бразильські райони європейських поселень сформували процвітаючу регіональну економіку і європейський культурний ландшафт, відмінний від відносної португальсько-бразильської однорідності, яку можна знайти в інших частинах Бразилії. Останнім часом в цих районах сталося значне промислове розвиток, який випливає з промисловості на дому.
Деякі старі німецькі спільноти тепер є процвітаючими промисловими центрами, такими як Сан-Леопольдо, Ново-Амбурго, Блуменау, Жойнвіль і Ітажаї. Німці стали підприємцями завдяки своїм знанням складніших технік виробництва, ніж ті, якими володіли інші бразильці. Крім того, їхній білінгвізм надав їм кращі європейські контакти.
Історично значна кількість німецьких бразильців та інших європейців заселяла певні міста та штати. В місті Блуменау, Санта-Катаріна, протягом останнього десятиліття 19 століття 70 % населення були етнічно німцями, 15 % — італійцями і 15 % — іншими.[35] Населення німецьких бразильців у штаті Еспіріту-Санту було 73 000 осіб у 1960 році, 145 000 у 1980 році і 250 000 у 2004 році.[36]
| Місто             | Населення (2010) | штат              |
| ----------------- | ---------------- | ----------------- |
| Joinville         | 515,288          | Санта-Катаріна    |
| Блюменау          | 309,011          | Санта-Катаріна    |
| Петрополіс        | 296 044          | Ріо-де-Жанейро    |
| Ново Гамбурго     | 239,051          | Ріу-Гранді-ду-Сул |
| São Leopoldo      | 214,210          | Ріу-Гранді-ду-Сул |
| Нова Фрібурго     | 182 016          | Ріо-де-Жанейро    |
| Itajaí            | 172,081          | Санта-Катаріна    |
| Jaraguá do Sul    | 143,123          | Санта-Катаріна    |
| Санта-Крус-ду-Сул | 118,287          | Ріу-Гранді-ду-Сул |
| грубий            | 105,503          | Санта-Катаріна    |

| німецькі бразильці | німецькі бразильці | німецькі бразильці | німецькі бразильці | німецькі бразильці | німецькі бразильці |
| Держава            | 1872               | 1890               | 1920               | 1940               | 1950               |
| ------------------ | ------------------ | ------------------ | ------------------ | ------------------ | ------------------ |
| Санта-Катаріна     | 7 %                |                    | 20,5 %             | 22,34 %            |                    |
| Ріу-Гранді-ду-Сул  |                    | 13,3 %             |                    | 19,3 %             | 21,6 %             |
| Парана             |                    |                    |                    | 6,9 %              |                    |
| Сан-Паулу          |                    |                    |                    | 2,5 %              |                    |

| Населення Німеччини — перше десятиліття 20 століття | Населення Німеччини — перше десятиліття 20 століття |
| Держава                                             | Відсоток                                            |
| --------------------------------------------------- | --------------------------------------------------- |
| Санта-Катаріна                                      | 35 %                                                |
| Ріу-Гранді-ду-Сул                                   | 20–25 %                                             |
| Парана                                              | 5–10 %                                              |
| Ріо-де-Жанейро і Сан-Паулу                          | 1–5 %                                               |
| Решта Бразилії                                      | Менше 1 %                                           |

### Кінець розширення
На початку німці знайшли регіон з обширними порожніми територіями, але з часом, з обов'язковим заселенням земель, німецька експансія припинилася. Як вони розширювалися, німецькі поселення зіштовхнулися з пасторальними зонами гаучос на заході і півдні. Зона Гаучо була бідним регіоном, що складався з великих ферм, що належали невеликій еліті землевласників, які монополізували землі, і маси некваліфікованих працівників, які працювали для них в поганих умовах, подібних до інших частин Бразилії і дуже відмінних від областей німецьких поселень, де кожна родина мала свою власну невелику ферму. За розширення європейських поселень, зокрема німецьких, на південному Бразилію землі для кожної родини стали обмеженими, оскільки не залишилося більше вільних земель. Ділянки землі, раніше заселені однією родиною, почали заселятися двома або чотирма родинами. Без власної землі деякі нащадки німців опустилися до ситуації бідності, сплутуючись з масою гаучос і нащадків азорських португальців, які складають бідних на півдні Бразилії, у пошуках землі для обробки.[32]

## Культура

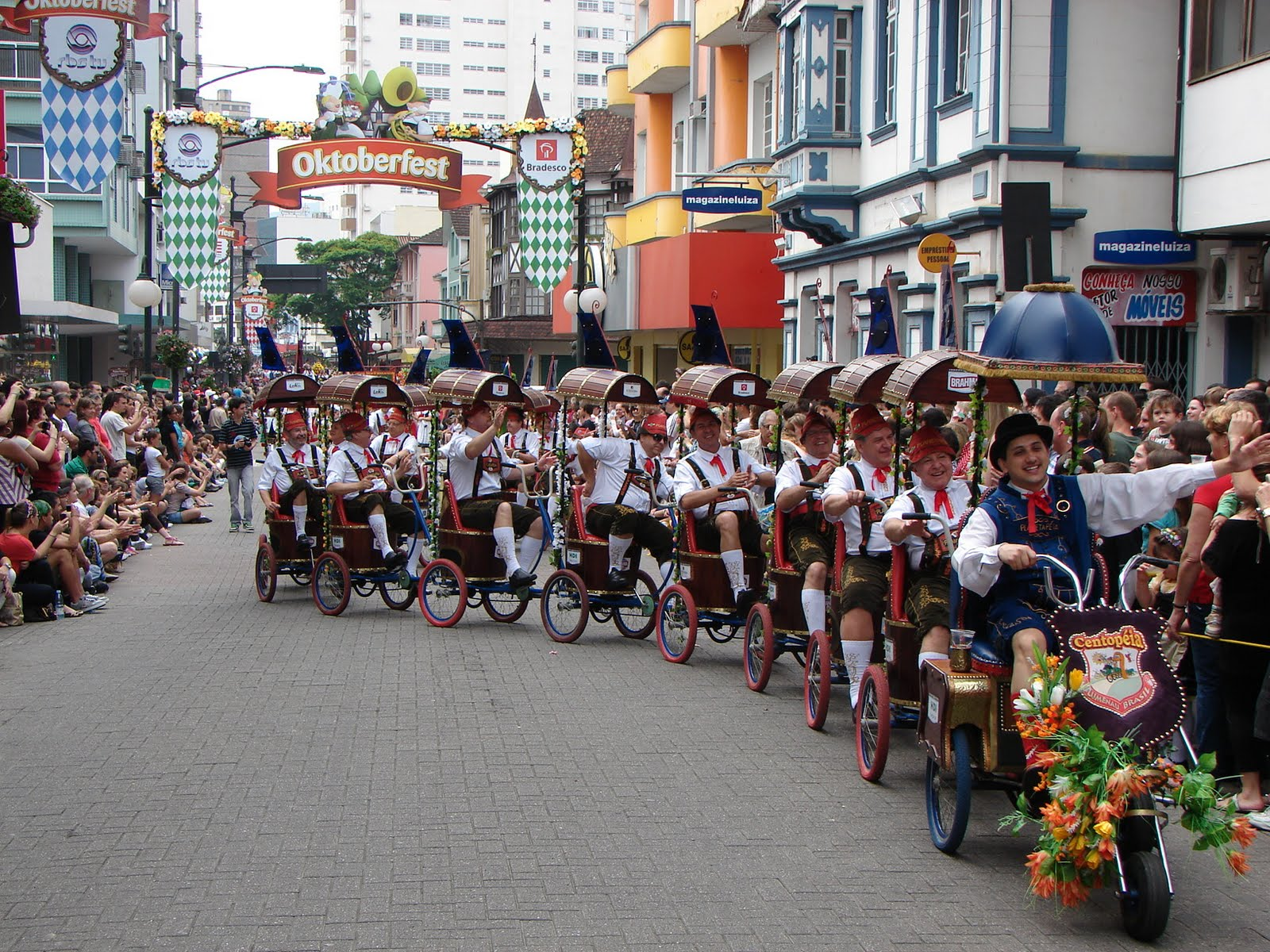
Бразильський Октоберфест.

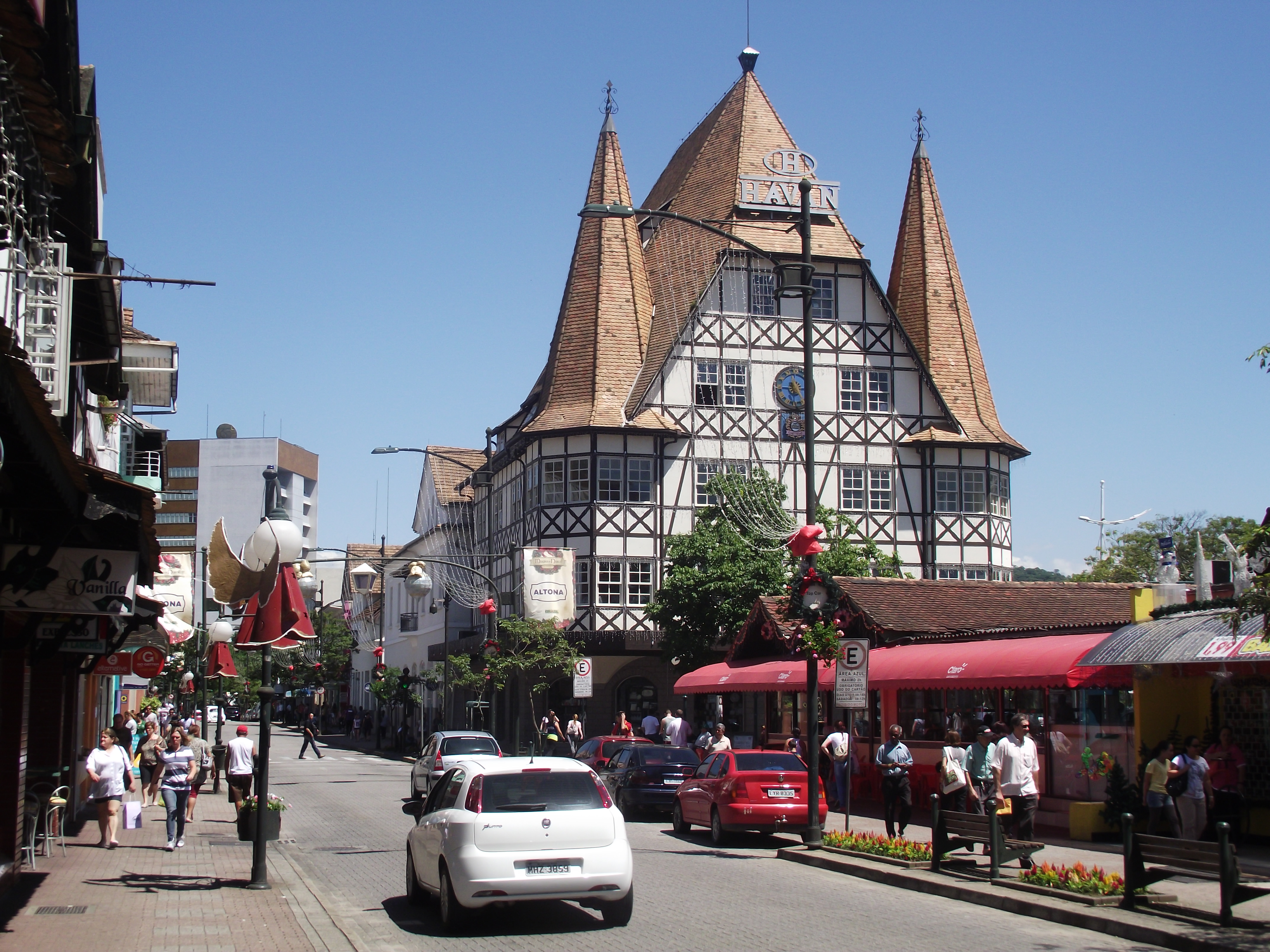
Німецька архітектура в Блуменау.

### Мова
Використання німецької мови в Бразилії зменшується, однак у країні існують 3 000 000 бразильців, які говорять німецькою[3], і важливі німецькомовні громади в Бразилії навіть майже 200 років після початку імміграції. За даними Борна і Дікгіссера (1989, с. 55), кількість бразильців німецького походження на 1986 рік становила 3,6 мільйона. Для штату Ріо-Гранде-ду-Сул, на основі даних від Бірси (Білінгвізм в Ріо-Гранде-ду-Сул), на 1970 рік, Альтенгофен (1996, с. 56) оцінив кількість говорячих різними мовами німецької мови в 1 386 945 осіб. За даними Альтенгофена на 1996 рік, ця кількість зменшилася до від 700 000 до 900 000 говорячих. Дамке (1997, с. 59), на 1996 рік, оцінив, що в Бразилії існує більше 2 мільйонів говорячих будь-якою мовою німецької. [40]
Німецькі іммігранти зберегли свою мову більше, ніж будь-яка інша група іммігрантів в Бразилії. Це в основному було пов'язано з спільною культурною ідентичністю і бажанням створити в Бразилії оточення з характеристиками країни, до якої вони вважали, що ніколи не повернуться. Крім того, великі різниці між німецькою та португальською мовами заважали вивченню національної мови Бразилії, що і залишається претекстом для подальшого використання німецьких діалектів. Головним німецьким діалектом, яким говорять в Бразилії, є Гунсрюккіш, і, за словами Аммона, який відвідав німецькомовні спільноти в південному Бразилії в 2004 році, лексика мови Гунсрик ще досить схожа на лексику сучасних німецькомовних говорячих, навіть після майже 200 років віддаленості. [40]
Хамель (1988, с. 64) та Дамке (1997, с. 60–61) зауважили, що існує рівновага між використанням німецької та португальської в німецькомовних спільнотах Бразилії. Проте поступово тенденція полягає в тому, що португальська стає домінуючою. Незважаючи на «міф про монолінгвізм у країні», тобто на те, що всі бразильці говорять лише португальською, німецька все ще має сильний вплив і навіть сьогодні. Цей міф ефективно приховує лінгвістичні меншини країни, включаючи корінних народів та мовців іммігрантських мов. Але він також приховує більшість населення Бразилії, яке говорить непопулярними різновидами португальської мови замість формального стандартного португальського, який викладають у школах. [40] За словами Олівейри (2000: 84), Бразилія є однією з найбільш мовних країн у світі, де мешканці говорять близько 200 мов, з яких близько 170 корінні, а 30 — мови іммігрантів. [43]
Бразильський перепис 1940 року показав, що німецька мова була другою за кількістю говорених мов в Бразилії, з 644 458 мовцями. У загальній кількості майже 1 мільйона бразильських німців більш як половина все ще говорила німецькою як рідною мовою. Найбільшою частиною говорять народжені в Бразилії, меншість — народжені в Німеччині або в іншій німецькомовній країні. Інші головні мови, які говорили, були італійська з 458 054, японська з 192 698 та іспанська з 74 381.
| Носії німецької мови | Чоловіки | жінки   | Народився в Бразилії | Натуралізовані бразильці | Іноземці |
| -------------------- | -------- | ------- | -------------------- | ------------------------ | -------- |
| 644,458              | 327,443  | 317 015 | 580,114              | 5,083                    | 59,169   |

### Дискримінація
Міф про «монолінгвізм», разом із загальною ідеєю того, що говорити португальською було «умовою бути бразильцем», заховав наявність мов меншин і сприяв думці, що німецькі бразильці були сепаратистами і не хотіли вивчати португальську чи асимілюватися. Однак ці переконання не враховували того, що німецькі спільноти в Бразилії формувалися в урочищах, відокремлених лісами, де португаломовного населення не було, і природно, що діти продовжували говорити німецькою, а не приймали португальську мову, з якою вони мало контактували.
Той факт, що вони говорили німецькою, не заважав їм бачити себе бразильцями, оскільки вони сприймали себе як «бразильців німецької культури». Під час уряду Гетуліо Варгаса під час Другої світової війни, коли Бразилія перервала дипломатичні відносини з Німеччиною (а також з іншими країнами Осі, Італією та Японією), було придушено використання німецької мови: заборонено навчання німецької мови в школах та видання німецьких газет (разом з італійськими та японськими). [43]
В цьому контексті монолінгвізм здавався рішенням проблем з вивчення португальської мови, і мову іммігрантів вважали винними у неуспіху в школі та труднощах у вивченні португальської. У 1989 році виникла суперечка щодо німецьких говорячих в Бразилії, коли мер Санта-Марія-ду-Ервалу, міста в Ріо-Гранде-ду-Сулу, видав усну інструкцію вчителям міської початкової школи зберігати учнів під час перерви за використанням Гунсрюккіша для «викладання їм португальської». Виникла суперечка, і дехто засуджував ініціативу як репресивну, а інші (включаючи представників німецького походження) підтримували мера на підставі того, що не вміння говорити португальською є перешкодою в бразильському суспільстві. Згодом цей директиву було скасовано.

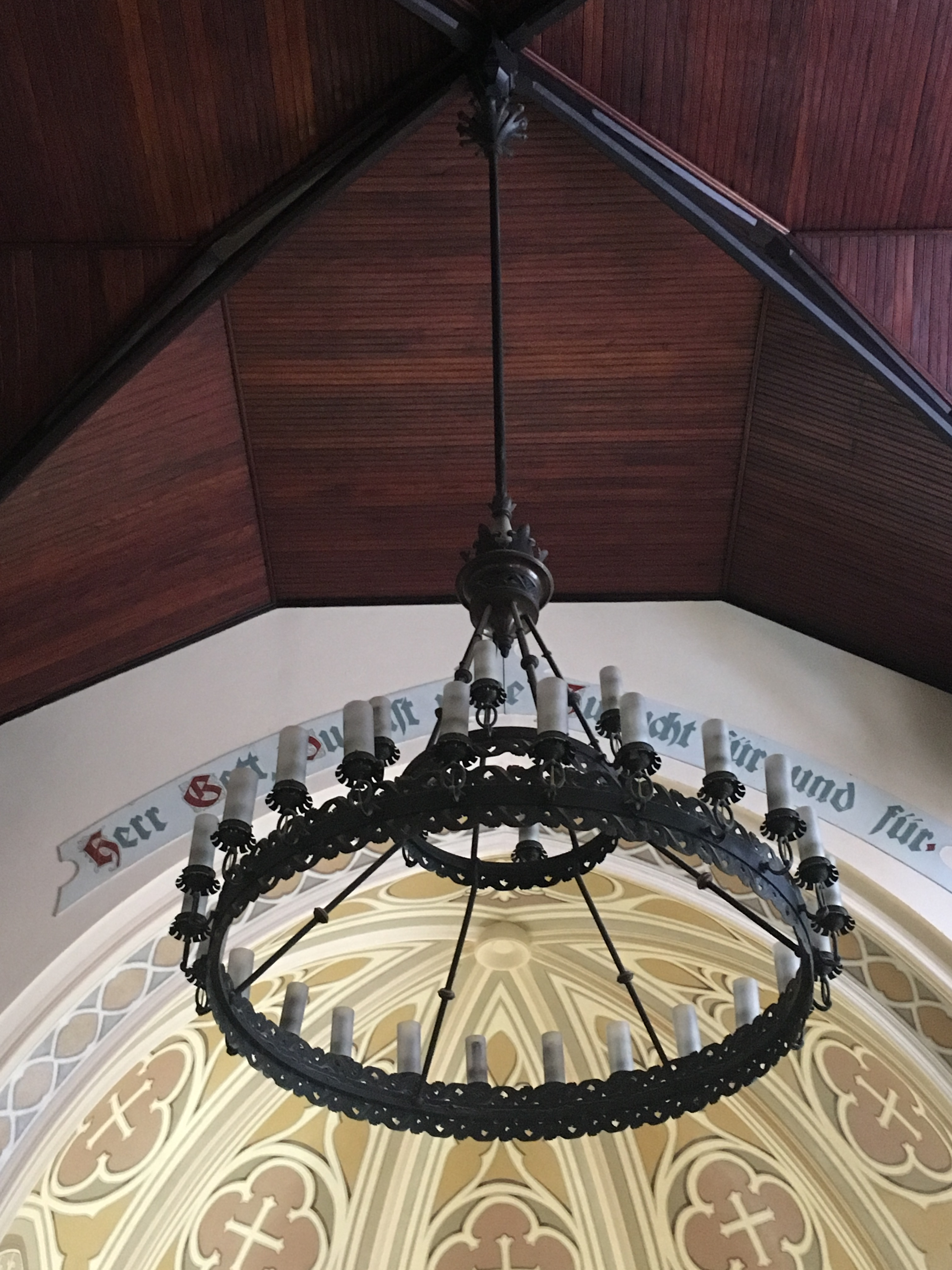
Лютеранська церква в Сан-Паулу.

Більшість німецьких бразильців є або римськими католиками, або лютеранами. Як і серед інших бразильців, існує значна меншина людей без релігійних переконань, і пентекосталізм набуває популярності. Майже 85 %[45] всіх лютеран в Латинській Америці і Карибському регіоні проживають в Бразилії. Бразилія має другу за величиною лютеранську спільноту в Америці, після Сполучених Штатів і перед Канадою.
| Країна                 | лютерани  |
| ---------------------- | --------- |
| </img> Сполучені Штати | 7,504,244 |
| </img> Бразилія        | 951,466   |
| </img> Канада          | 232,904   |
| </img> Аргентина       | 71 960    |
| </img> Болівія         | 24 400    |

### ЗМІ
Друковані ЗМІ включають газети, такі як «Deutsche Zeitung», а також журнали, як «Entre Rios», «Lindenpost» і «Sankt Paulusblatt».

### Мода і моделі
Впливи німецького походження помітні в галузі моди по всій Бразилії.
Відомі моделі німецького походження в Бразилії включають Gisele Bündchen, Ana Hickmann, Ana Claudia Michels, Mariana Weickert, Letícia Birkheuer, Raquel Zimmermann, Cintia Dicker, Solange Wilvert, Monique Olsen, Carol Trentini, Jeísa Chiminazzo, Shirley Mallmann, Camila Finn, Bruna Erhardt і Aline Weber.
Серед переможців конкурсу краси «Міс Бразилія» також були особи з німецьким корінням, такі як Vera Fischer (1969), Mariza Sommer (1974), Ingrid Budag (1975), Eveline Schroeter (1980), Maria Carolina Portella Otto (1990), Leila Cristine Schuster (1993), Thaisa Thomsen (2002), Carina Beduschi (2005), Rafaela Zanella (2006), Gabriela Markus (2012) і Marthina Brandt (2015).

### Рік Німеччини

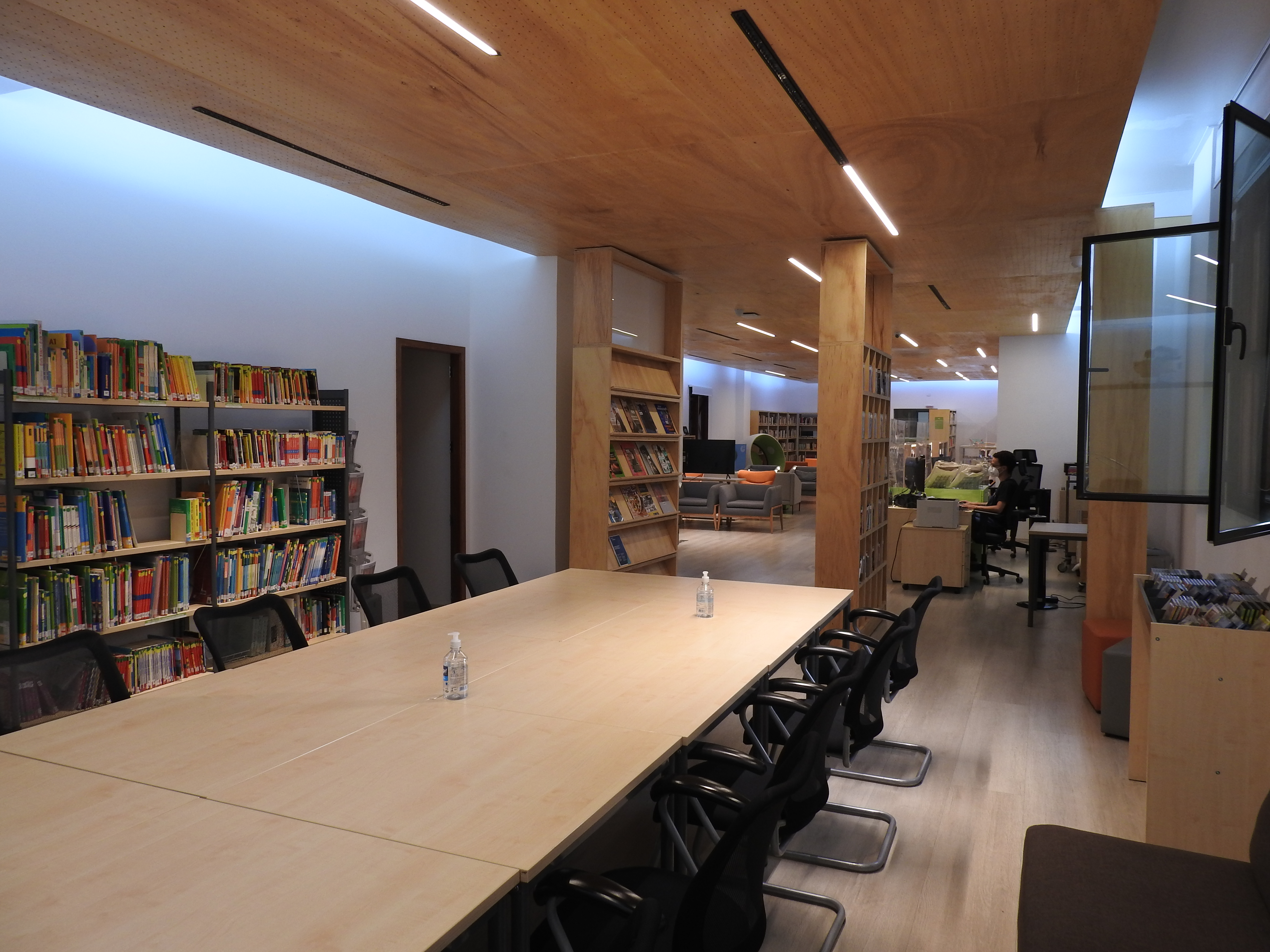
Німецьку мову надає Гете-Інститут у Сан-Паулу.

Починаючи з травня 2013 року, Бразилія відзначала «Рік Німеччини в Бразилії». Ще вчасно до Дня Єдності Німеччини 3 жовтня 2012 року світово-відомий пам'ятник Христа-Спасителя в Ріо-де-Жанейро був підсвічений у національних кольорах Німеччини — чорному, червоному і золотому, щоб вказати на це очікуване подія. Гасло року — «Німеччина і Бразилія — коли ідеї об'єднуються».
Школа Unidos da Tijuca, третя за старістю самба-школа, чемпіонка карнавалу, вибрала тему Німеччини на цьогорічний карнавал з несподіваним заголовком для свого 80-хвилинного виступу у лютому 2013 року: «Алеман'я Енкантада» або «Зачарована Німеччина», яка розповідала про «об'єднання Бразилії і Німеччини: кольори, культури та можливості», повідомляла газета Tagesspiegel.
Це було грандіозним шоу, включаючи вісім флотів, побудованих на автобусах, з різними німецькими елементами — включаючи великі фігурки Playmobil, місяць (який представляв німецьких піонерів ракетних вчених, наприклад, Вернера фон Брауна) і фігури з давньої германської міфології, включаючи бога грому Тора.
Художній керівник Пауло Баррос, який вже постановляв дві переможні вистави в Самбадромі, розклав Німеччину на п'ять актів, починаючи з німецьких богів та різних міфічних створінь. Далі йшли «Фауст» Гете, відкинуті персонажі Бертольта Брехта, роботи Фріца Ланга і зображення Марлен Дітріх як «Синя ангел». Тим часом секція «Світ дітей» присвячена німецьким казкам та іграшкам. Весь цей спектакль був транслюваний в ефірі бразильського телеканалу Globo-TV перед аудиторією понад 190 мільйонів глядачів.

## Примусова асиміляція

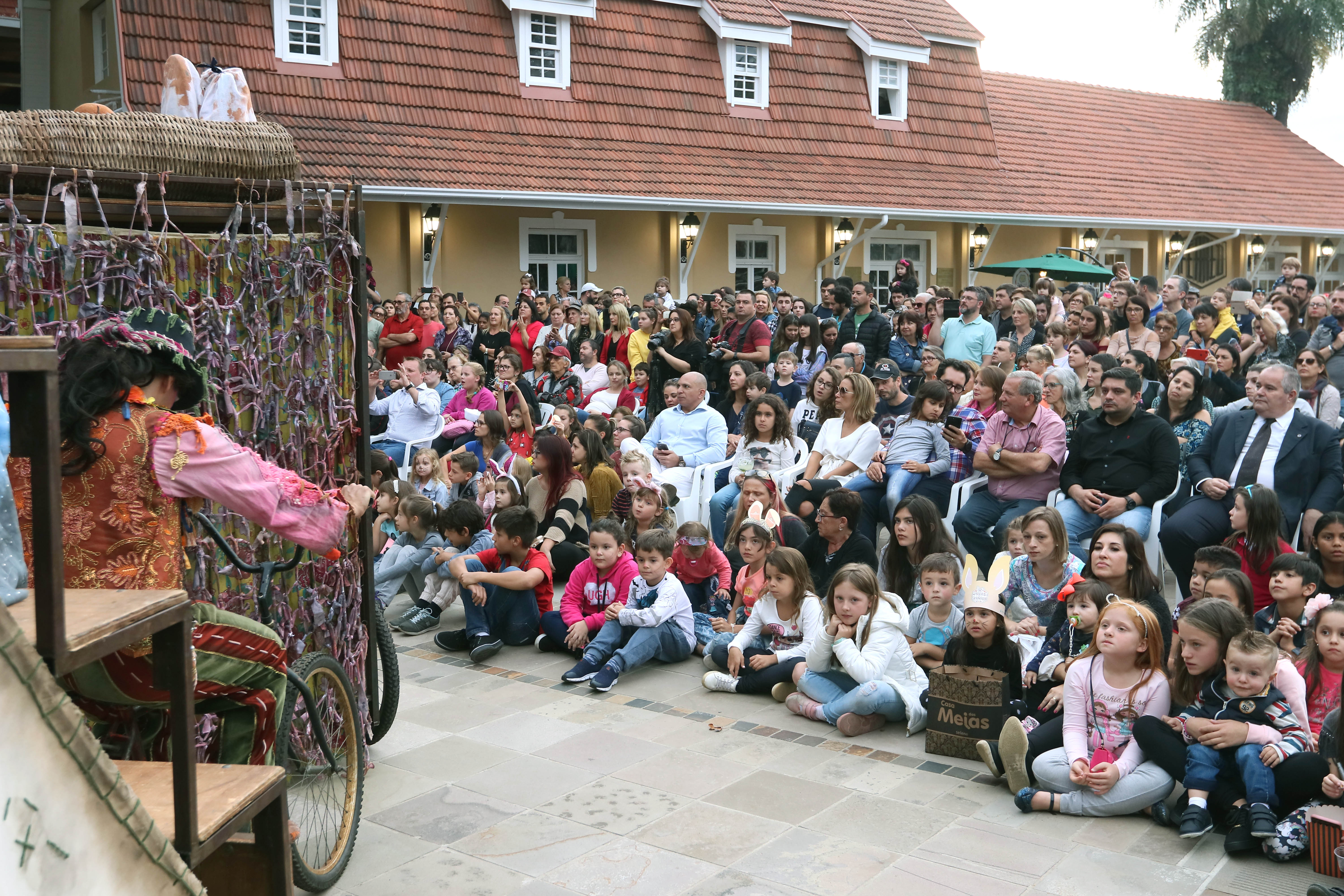
Канела та її німецький вплив.

Ми найбільше хочемо, щоб за будь-яку ціну німецька країна містила близько 20-30 осіб У двадцятому столітті в Бразилії може вирости мільйон німців, і це незалежно від того, чи залишиться вона частиною Бразилії, чи стане самостійною державою, чи вступить у тісні стосунки з нашою імперією.
Густав фон Шмоллер, німецький економіст (1900).
Коли німці вперше приїхали в Південну Бразилію в 1824 році, вони знайшли країну з іншим кліматом, рослинністю і культурою, дуже відмінними від німецьких. Південна Бразилія була краєм гаучосів — великій регіон Південного конуса, де люди вирощували худобу. Протягом наступних десятиліть, однак, прибули хвилі німців, які говорили німецькою, до такої міри, що в багатьох районах Південної Бразилії більшість населення складало німців, і навіть після трьох або чотирьох поколінь, народжених в Бразилії, ці люди зазвичай вважали себе німцями.
Між 1937 та 1945 роками значна частина населення Бразилії пережила втручання в щоденне життя, спричинене «кампанією націоналізації». Ця популяція — яку бразильський уряд називав «іноземцями» — складалася з іммігрантів і їхніх нащадків. Як Бразильська імперія, так і рання Республіка дозволяли групам іммігрантів поселятися в ізольованих спільнотах, головним чином в Південній Бразилії, і, до певної міри, в інших частинах, таких як Еспіріту-Санту на південному сході. Ці люди не були ассимилировані в бразильське суспільство більшості, що викликало тривогу у президента Гетуліо Варгаса. Армія відіграла важливу роль під час цього процесу примусової ассимиляції цих областей «іноземної колонізації», які створили так звані «етнічні кісти» в Бразилії. Німці в Бразилії вважали себе частиною багатоетнічного суспільства, тому концепція Deutschtum (частка спільноти із спільним німецьким походженням) видається сумісною з тим, що вони також були громадянами Бразилії. Однак бразильський уряд прийняв лише ідею jus soli, згідно з якою всі люди, народжені в Бразилії, повинні вважати себе бразильцями та залишити за собою інші етнічні асоціації. Бразильська точка зору суперечила jus sanguinis, більшості німців в Бразилії того часу, які були все ще пов'язані з батьківщиною свого предка.[50]

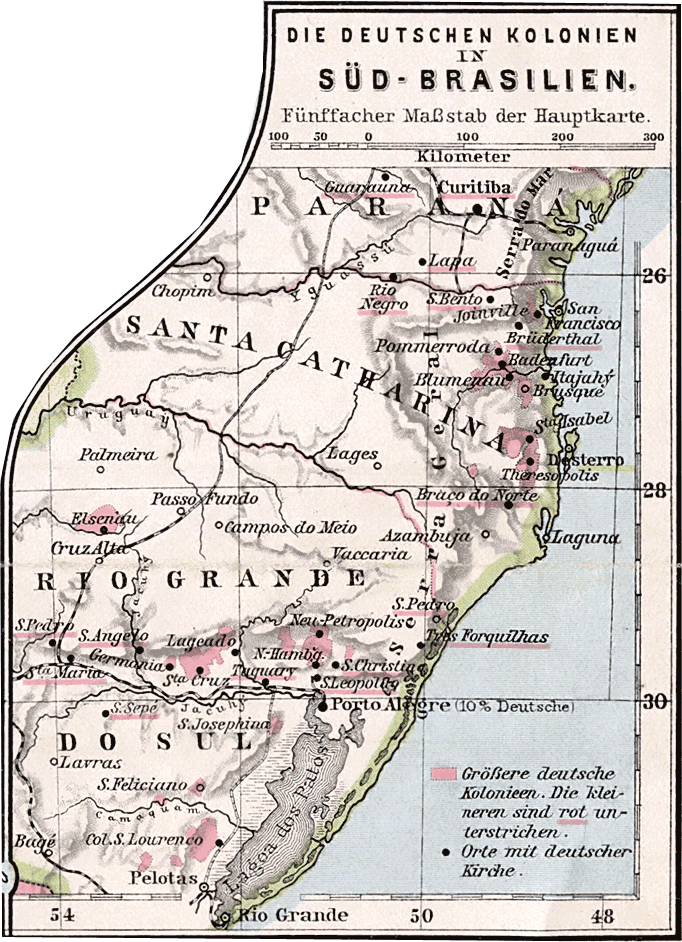
Німецькі громади (рожевий) у Південній Бразилії в 1905 році.

Не тільки людей німецького походження вважали «іншородцями»: майже всі нащадки іммігрантів, хоч і в певній мірі, вважалися «незасвоєними» за думкою Бетлема та інших учасників кампанії. Однак в областях, відомих як «бункери німецького культурного простору», існували свідчення більшого опору процесу бразильської націоналізації, який вважався ризикованим для культурної, расової та територіальної цілісності нації. Однією з таких областей була Vale do Itajaí, де населення було переважно німецьким, італійським та польським.
У 1930-х роках Vale do Itajaí описували як місце з «дивними звичаями», де проживали «ненаціональні бразильці», які були заразковані ідеалами, що завдали шкоди Бразилії, де спостерігалася деградація національного духу. Під час цього періоду націоналізації німці розглядалися як найбільш «іншородні», італійці були ближчими до бразильців, а польські находилися в проміжному положенні, проте жодну з цих груп не вважали недвозначно бразильською за думкою уряду.
Страх перед можливістю сепаратизму та потенційними проблемами на півдні не були новими у плані визначення бразильської нації. Ще до 1939 року бразильські націоналісти боялися можливості занадто сильного німецького впливу на півдні. Багато членів бразильської армії брали участь в цьому процесі, включаючи осіб, як Ногейра.
|  | As we can see, the German colonization has deep roots, has developed across the south of Brazil and would have terrifying aspects if the appropriate measures were not adopted, aimed at defending the interests of the sacred homeland and cut any and all possibility of disintegration of our territory" (Nogueira 1947:18). |

Nogueira також порівнював німецьких бразильців із «кальмарам, які витягують свої тентаклі» на півдні Бразилії. Він використовував образ окупації найродючіших територій південного регіону іноземцями, які не мали наміру інтегруватися в країну, але залишалися відокремленими з початку свого освоєння. Записи перших вражень про місто Блуменау в його книзі отримали підзаголовок «Дивне місто», в якому стверджувалося, що «німецька мова вживається без обмежень, включаючи офіси влади». Сильвіо Ромеро (1906) порівнював німецьку імміграцію до вторгнення варварів, яке призвело до краху Римської імперії. Твори різних авторів проти німецького освоєння в Бразилії проявляли виразний ксенофобію щодо так званої «німецької загрози». Португальська мова була представлена як фундаментальний критерій національності, що виправдовував націоналізацію освіти та закриття етнічних шкіл. Більшість німецьких бразильців мало розуміло португальську мову, і коли в Бразилії було заборонено вживання німецької мови, вони стикалися з багатьма труднощами через цю мовну бар'єру.
З цієї точки зору, представники «більш законної» національної формації мали завдання зробити іммігрантів та їхніх нащадків відповідними міфу про змішання трьох рас, які складають бразильську націю (європейців, чорних африканців та американців-індіанців).
У 1930-х роках Бразилія була домівкою однієї з найбільших німецьких спільнот поза межами Німеччини, з 100 000 німцями, народженими в Німеччині, та спільнотою з 1 мільйоном нащадків німців, предки яких освоювали країну з 1824 року. Бразилія також мала найбільшу кількість членів Націонал-соціалістичної робітничої партії за межами Німеччини, а саме 2 822 члени. Велика кількість людей з німецьким корінням і помітна кількість членів нацистської партії використовувалися бразильським урядом для виправдання їхніх програм націоналізації. Під час Другої світової війни, у 1942 році, нацистська Німеччина напала на бразильські кораблі, і Бразилія оголосила війну Німеччині. Президент Гетуліо Варгас ініціював строгу програму примусової культурної асиміляції — Насіоналізм — яка працювала досить ефективно, якщо не зовсім спочатку. Він заборонив будь-яку організовану прояву німецької культури в Бразилії. Школам було наказано викладати виключно португальською, [54] і видавництво книг, газет і журналів іноземними мовами (що на практиці означало німецьку мову та італійську мову), підлягало попередній цензурі Міністерством юстиції.[54] Заборонялося використання іноземних мов в установах влади, [55] а також в релігійних обрядах.[55] Члени бразильської армії були відправлені в «іноземні колонізаційні області» для «контролю» місцевого населення. Є записи про арешти чи моральний тиск, обумовлені використанням іноземних мов.[56][57]

### Нацизм

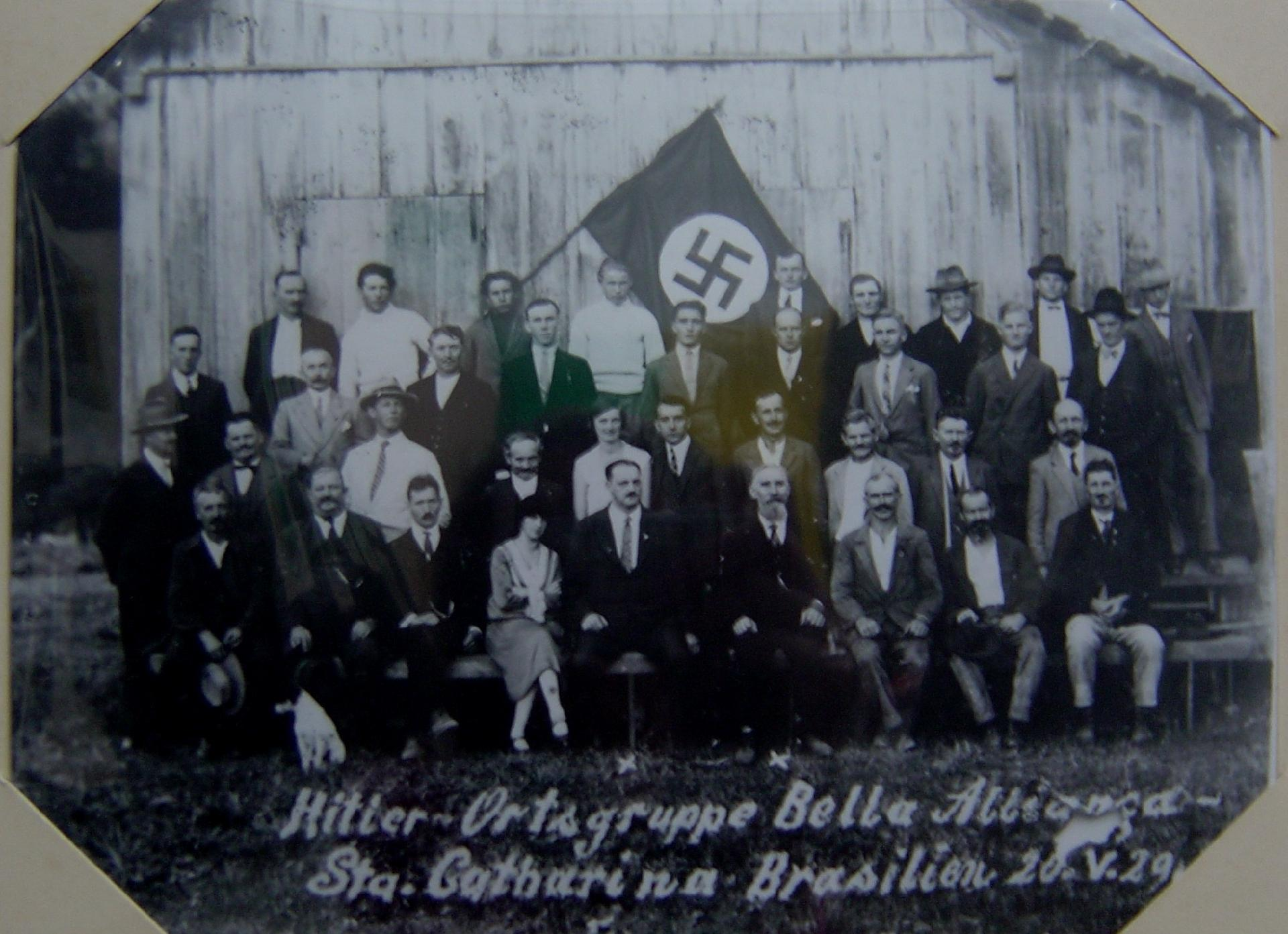
Нацистська група в Ріу-ду-Сул.

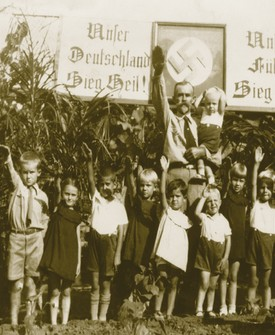
Діти роблять нацистську версію римського вітання в Presidente Bernardes, Сан-Паулу (бл. 1935 р.).

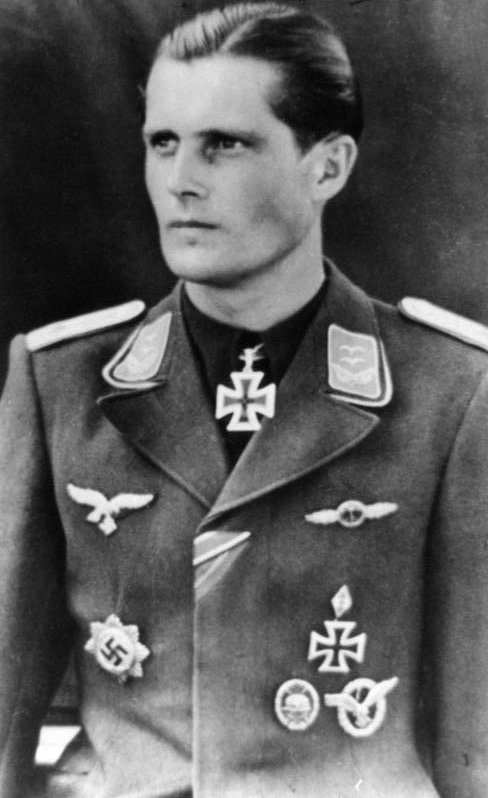
Егон Альбрехт-Лемке був німецьким асом Люфтваффе та нагородженим Лицарським хрестом Залізного хреста під час Другої світової війни. Альбрехт народився в Куритибі, Бразилія.

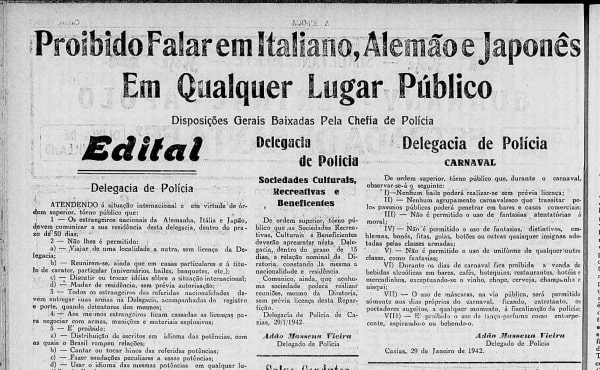
«Заборонено розмовляти італійською, німецькою та японською мовами в будь-якому громадському місці».

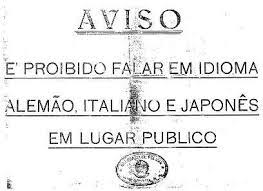
«Попередження: заборонено розмовляти німецькою, італійською та японською мовами в громадських місцях».

Ці проблеми загострилися зі зростанням нацизму в Німеччині. Націонал-соціалістична робітнича партія швидко взялася за завдання організації за кордоном, де були значні населені популяції німецького походження. У Бразилії результати не були такими, як очікувала партія.
Приблизно 3 000 осіб приєдналися до неї, [60] зробивши бразильський відділ чисельно найважливішим іноземним відділом Націонал-соціалістичної робітничої партії; однак значна популяція німецького походження в Бразилії може бути більше проблемою, ніж активом для Німецької нацистської партії: [61] з одного боку, це викликало надії на втручання у внутрішню політику Бразилії, а з іншого боку був страх не відчужувати бразильський уряд, який, як сподівалася, могла бути приведена на свій бік[citation needed], або принаймні залишитися в благосклонній нейтралітетності.
Крім того, існував питання місцевої бразильської традиційної синкретичної партії — Бразильська інтегралістська дія. На відміну від Націонал-соціалістичної партії, інтегралісти віддавали перевагу змішуванню рас, і вважали селян сертанейо як благородний ідеал представництва народу, який, на їхню думку, був важливим для бразильської національної ідентичності; це суперечило нацистській ідеології расової чистоти.[62]
Це була проблема, оскільки інтегралісти змогли привернути деякі члени серед бразильців німецького походження, конкуруючи таким чином з організацією Націонал-соціалістичної партії; крім того, до 1937 року, коли Варгас ввів диктатуру, інтегралісти, на відміну від Націонал-соціалістичної партії, могли брати участь у виборах, і тому була природна тенденція неофіційної підтримки Націонал-соціалістами інтегралістам.
Підтримка нацистського режиму в Німеччині була поширеною серед бразильців німецького походження, що, безумовно, турбувало бразильські власті.[citation needed] Расові та націоналістичні погляди нацистів легко вписувалися в ідеологію Deutschtum. Однак нацисти не були здатні зробити це дійсно масштабним членством, і їхні місцеві дії, такі як запропоновані бойкоти, були призначені для боротьби з більшістю населення німецького походження.[61]
Фактично, ваги бразильських влад з приводу поширення нацизму в Бразилії здаються завищеними в ретроспективі;[61] проте слід враховувати, що в 1938 році Німеччина анексувала Австрію, а в 1939 році вона розпустула, а потім також анексувала Чехословаччину, і місцеві відділи Націонал-соціалістичної робітничої партії були повністю включені в ці дії; маніпулювання німецькими меншинами також відігравало важливу роль во внутрішній політиці Польщі (Данциг) і Литви (Мемель). Таким чином, хоча ваги утримання влади бразильських влад здаються в певному відношенні виправданими, вони, здається, виправдані.
З архіву Рольфа Гоффмана, рул. 29, кадри 26 600—656, згаданого в Алтоном Фрай в «Нацистская Германия и американское полушарие, 1933—1941», с. 101—102, бразильський дипломат Серхіо Корреа да Коста, у книзі 'Історія секретної війни' ('Crônica de uma guerra secreta' португальською), [63] розкриває, що Гітлер планував колонізувати Бразилію (як показали кілька істориків англомовного світу, [64][65][66], а також свідчення Раушнінга, який був присутнім, коли Гітлер говорив про плани колонізації Бразилії[67]).
План не був новим. У своїй «Gross Deutschland, die Arbeit des 20. Jahrhunderts», опублікованій в Лейпцизі в 1911 році, Танненберг визначає принцип поділу Центральної і Південної Америки між великими державами, до Німеччини належить субтропічна частина, що виходить на Атлантичний океан: Південна Америка надасть простір для колонізації, де наші іммігранти збережуть свою мову і автономію. Ми будемо вимагати, щоб німецька була викладана в школах як друга мова. Південний Бразилія, Парагвай і Уругвай стануть країнами німецької культури, а німецька буде їхньою національною мовою. — Отто Танненберг[68]
У квітні 1938 року Варгас законодав німецьку партію в Бразилії (бразильські партії були законодавані в грудні 1937 року). Проте в грудні 1937 року німецький посланець в Ріо-де-Жанейро Карл Ріттер вже повідомляв про націоналізуючі заходи з боку бразильського уряду. У той момент вимагалися умови для подальшої роботи німецьких шкіл.
У Ріттера була проблема в тому, що його повноважень як посланця не дозволяло він втручатися в інтереси громадян Бразилії німецького походження. Проте в лютому 1938 року Ріттер зустрівся з Варгасом і вимагав придушити критику Німеччини та нацизму в бразильській пресі. Як підтверджено пізніше розкритими дипломатичними документами, інтерес посольства полягав в громадянах Німеччини, а не громадянах Бразилії німецького походження.
 В квітні Варгас заборонив будь-яку політичну діяльність іноземців; в травні інтегралісти спробували захопити владу в Бразилії, що ще більше ускладнило відносини між Бразилією та Німеччиною. До цього моменту, однак, не було прийнято жодних заходів проти культурних, релігійних чи спортивних об'єднань. Заходи були посилені в 1939 році, коли заборонено використання публічної мови в іноземних мовах, включаючи німецьку, включаючи початкові школи та релігійні обряди (як жорстко це б не було, це необхідно пам'ятати, як вказує Рене Герц, що близько половини проповідників Лютеранської церкви в Ріо-Гранді-ду-Сул були призначені членами Націонал-соціалістичної робітничої партії)[citation needed].</link>.
Асоціації мали припинити просування іноземних культур. У 1942 році, коли Бразилія вступила до Другої світової війни, були введені додаткові обмеження, і їх обходження стало строжчим. Не було зроблено жодних спроб придушити Лютеранську церкву; навчання іноземних мов, включаючи німецьку, у вищих школах і коледжах продовжувалося, [70] а також їхнє приватне використання.
Публічне вживання іноземних мов, включаючи німецьку, було заборонено під загрозою ув'язнення; це особливо суворо дотримувалося щодо публічного використання німецької мови. Магазини, власники яких були німцями, були обшукані. Установи, зареєстровані на іноземних іменах, мусили бути змінені, і релігійні богослужіння в церквах повинні були відбуватися лише португальською мовою. Під час Другої світової війни Бразильський експедиційний корпус (FEB) залучив багатьох німців і людей німецького походження для боротьби на боці союзних сил, що було важким для багатьох з них, з урахуванням того, що військовими було примусово боротися проти Німеччини.[71]
Існували різні акценти під час кампанії націоналізації; зокрема, інтервентор (невиборний губернатор) Ріо-Гранді-ду-Сул Кордеїру-де-Фаріас був помітний своєю жорсткістю. На момент оголошення Бразилії війни Німеччині народні заворушення проти громадян німецького походження вибухнули в Ріо-Гранді-ду-Сул, відповідь на тонення бразильських торгових суден німецькими підводними човнами, що призвело до більше 600 смертей. Коли армія придушувала ці заворушення і забезпечила фізичну недоторканість громадян, Кордеіру-де-Фаріас запропонував свою відставку, [72] яку відхилили, але його скоро відправили на службу в Італію військовим командиром і замінили на полковника Ернесто Дорнеллеса, набагато більш поміркованого лідера.

### Післявоєнний розвиток подій
З того часу регіональна німецька культура на південному бразильському регіоні зазнала занепаду. Деякі скаржаться на це як на трагічну втрату для країни, тоді як інші вважають, що це означає національний прогрес, аргументуючи, що асиміляція в кінцевому підсумку призводить до єдності. Проте німецький вплив все ще помітний по всій південній частині штатів, чи то в архітектурі, магазинах, назвах міст або способі життя. Багато німецьких шкіл відновили свою роботу в 1950-х роках і вважаються одними з кращих місць для навчання дітей.

### Освіта

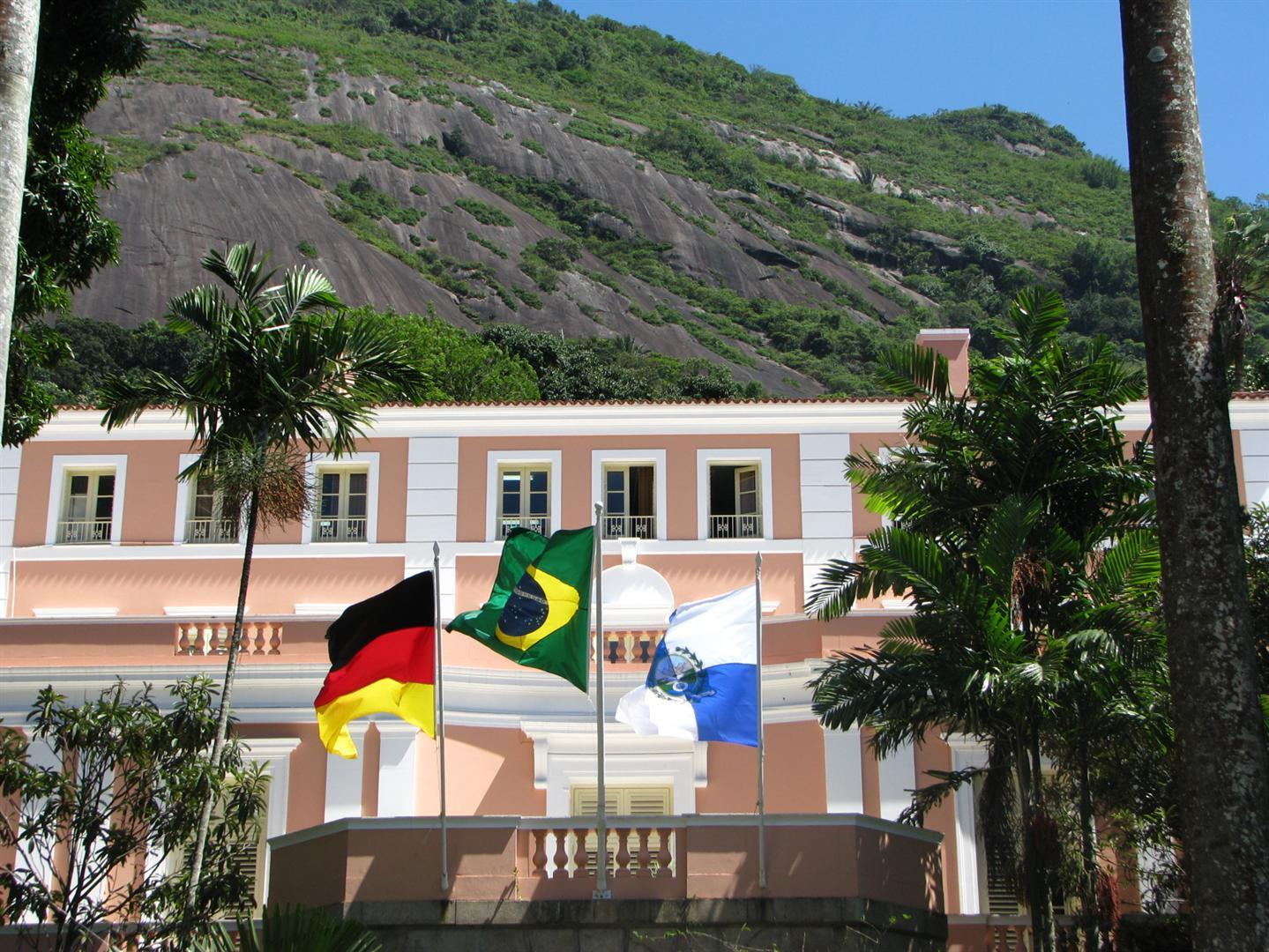
Німецька школа в Ріо-де-Жанейро.

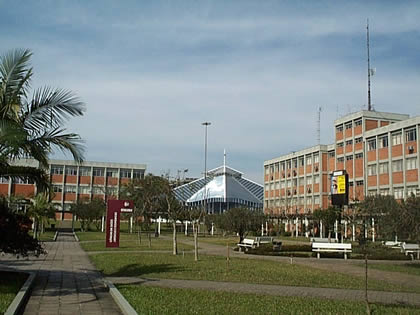
Universidade Luterana do Brasil (Лютеранський університет Бразилії, також відомий як Ульбра) у Каноасі.

Colégio Visconde de Porto Seguro, заснована в 1872 році як Deutsche Schule німецькими іммігрантами в Сан-Паулу, є найбільшою німецькою школою в світі. Окрім Colégio Visconde, у Бразилії є такі німецькі міжнародні школи:
- Colégio Humboldt São Paulo.
- Німецька школа Ріо-де-Жанейро.

Історичні німецькі школи:
- Escola Hygienopolis — Waldorf-Schule — у Сан-Паулу.
- Preteologico Instituto в Сан-Леопольдо.
- Rede Sinodal — мережа лютеранських шкіл, заснована в 1924 році, організована бразильцями-лютеранами, переважно бразильцями Німеччини. У перші роки навчання велося німецькою мовою.[19][20]

Місто Блуменау, починаючи з 2019 року, прийняло політику, спрямовану на перетворення всіх своїх загальноосвітніх шкіл в білінгвальні школи, де всі предмети вивчаються одночасно англійською мовою і мовою другої мови. До 2022 року місто вже впровадило цю політику в 18 школах, з яких 4 тепер викладають німецьку мову як другу мову (інші 14 викладають англійську або бразильську жестову мову).

### Здоров'я
Німці також заснували лікарні, такі як лікарня Moinho de Ventos в Порту-Алегрі, лікарня do Amparo і лікарня Alemão (сьогодні Лікарня Central da Aeronáutica) в Ріо-де-Жанейро, а також лікарня Alemão Oswaldo Cruz, лікарня Samaritano, лікарня Santa Catarina і лікарня Santa Helena в Сан-Паулу.

### Їжа та напої

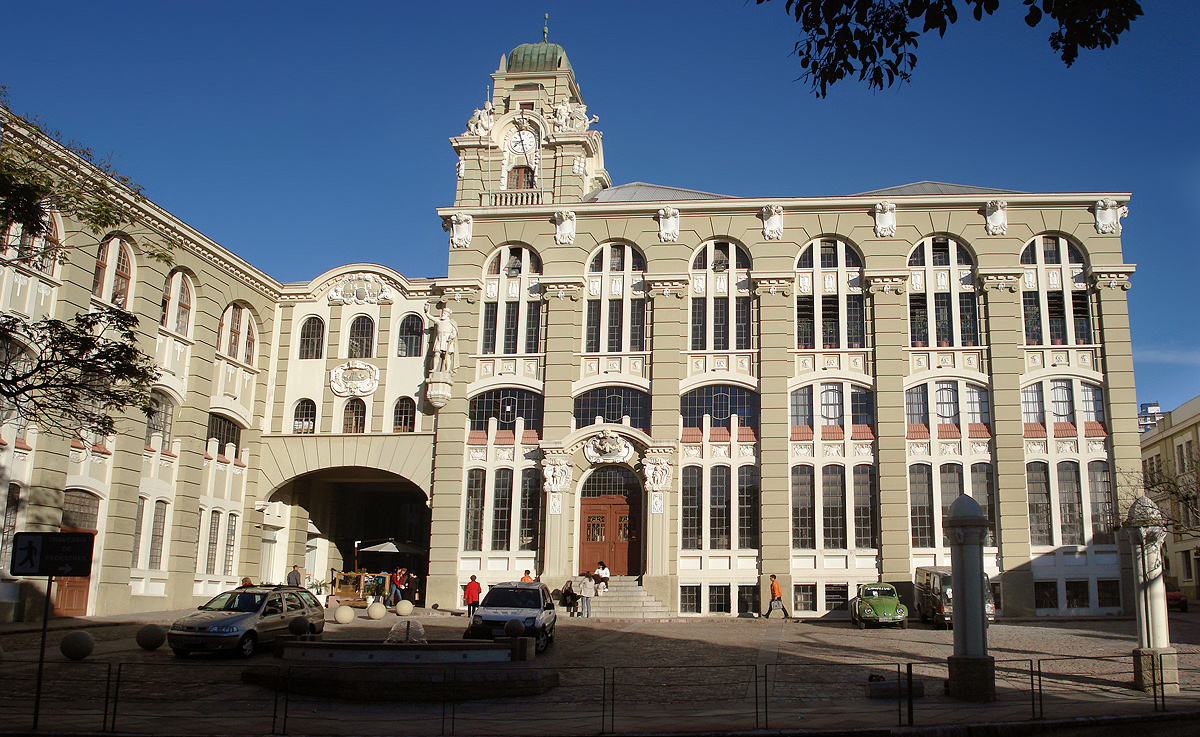
Стара будівля Брахми в Порту-Алегрі.

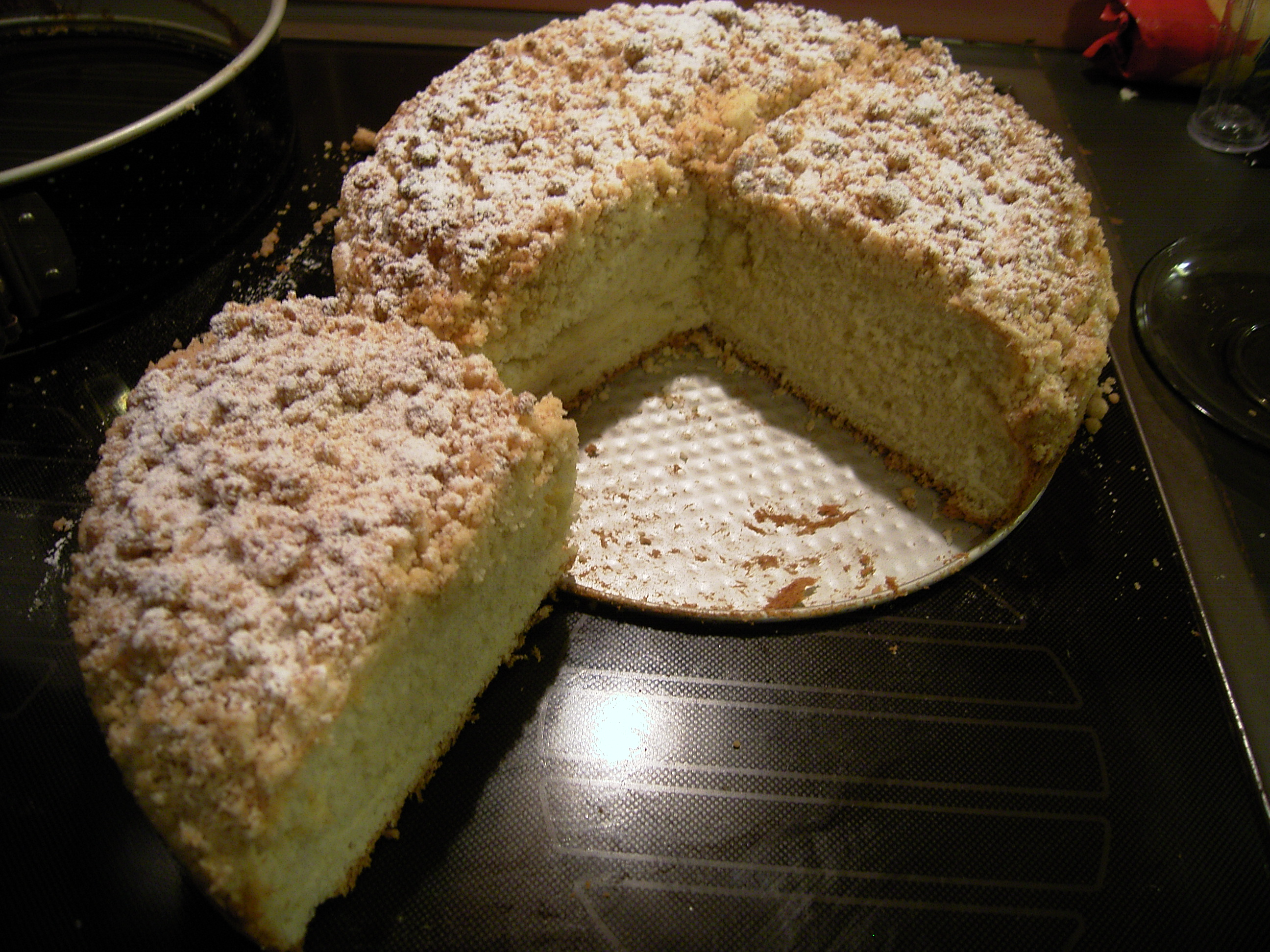
Кухен, поширений німецький десерт у південній Бразилії під назвою «кука».

Німці ввели в Бразилію нові види їжі та напоїв або підсилили їх використання бразильцями. Культура вирощування пшениці в Бразилії прийшла разом з німецькими іммігрантами.
Кухня, суркрут (відомий в португальській мові як chucrute, також використовується як презирливий термін для позначення німців та людей центральноєвропейського походження чи походження взагалі), Айсбайн, нові види ковбас і овочів — це лише деякі приклади їжі, яку ввели в Бразилію іммігранти. У Курітібі ковбаси часто відомі як віна, від німецького Wiener (Wiener Würstchen). У Південному Бразилії фруктові консерви відомі як хімія, від німецького Schmier.
Чопп або Чопе (від німецького Schoppen) в бразильській португальській мові — це слово для пива з крану або просто пива. Сьогодні пиво є найпопулярнішим напоєм в Бразилії. Традиція виробництва пива в Бразилії налічується з часів німецької імміграції на початку 19 століття. Перші пивоварні діяли від 1830-х років, хоча марка Bohemia вважається першим бразильським пивом, виробництво якого розпочалося у 1853 році в місті Петрополіс, заснованому німецько-бразильцем Генріке Кремером. У 1913 році в Ріо-Гранде-ду-Сулі було 134 пивоварні. Brahma була заснована в 1888 році в Ріо-де-Жанейро швейцарським іммігрантом Жозефом Віллігером. Antarctica (Companhia Antarctica Paulista) була заснована того ж року бразильцем Жоакімом Саллесом і німецьким іммігрантом Луїсом Бюхером у Сан-Паулу. У 1999 році обидві марки об'єдналися, створивши AmBev.

### Спорт

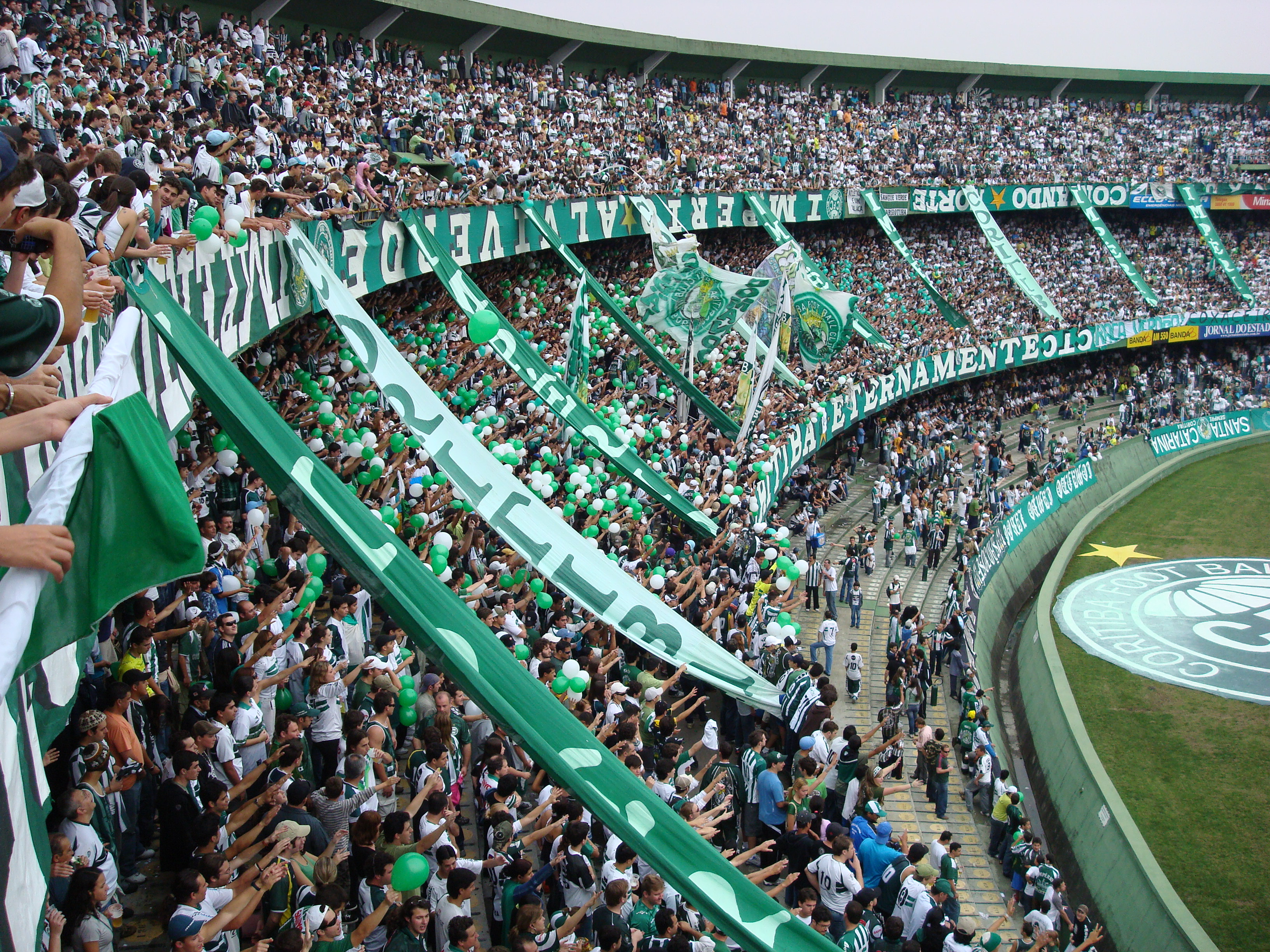
Матч між Корітібою та Сеарою на Чемпіонаті Бразилії 2007.

Німецька громада заснувала два з основних футбольних клубів в Бразилії. Перший з них Grêmio Foot-Ball Porto Alegrense був заснований в 1903 році німецькою та англійською громадою в Порто-Алегрі. Сьогодні цей клуб є найпопулярнішим футбольним клубом в Південному Бразилії. У 1909 році Coritiba Foot Ball Club був заснований німецьким населенням у Курітібі. Призвід клубу — White-Thigh (Білі стегна) через присутність німецьких бразильців серед його перших гравців.
Інші клуби були засновані в інших містах, такі як Sociedade Germania в Ріо-де-Жанейро, заснований у 1821 році. У Сан-Паулу Esporte Clube Pinheiros був заснований 7 вересня 1899 року німецькими іммігрантами як Sport Club Germânia. Germânia — четвертий за віком футбольний клуб в Бразилії і був частиною дуже першого міжклубного матчу в країні. Протягом Другої світової війни клуб відмовився від посилань на своє німецьке походження і в 1941 році перейменувався на Pinheiros. São Paulo FC також має зв'язки з німецькою громадою після об'єднання, протягом Другої світової війни, з колишнім Associação Alemã de Esportes (Deutscher SC). У клубу є 12 міжнародних титулів.
Аліссон Беккер — відомий німецький бразильський воротар, який грає за «Ліверпуль» і національну збірну Бразилії.
Ерік Леме Вальтер — перший олімпійський спортсмен з бобслею в Бразилії і засновник Бразильської федерації льодового спорту (Brasilianischer Eissportverband).

## Кількість німецьких бразильців і етнічна приналежність

Учні та вчителі німецької школи в Блюменау в 1866 році.

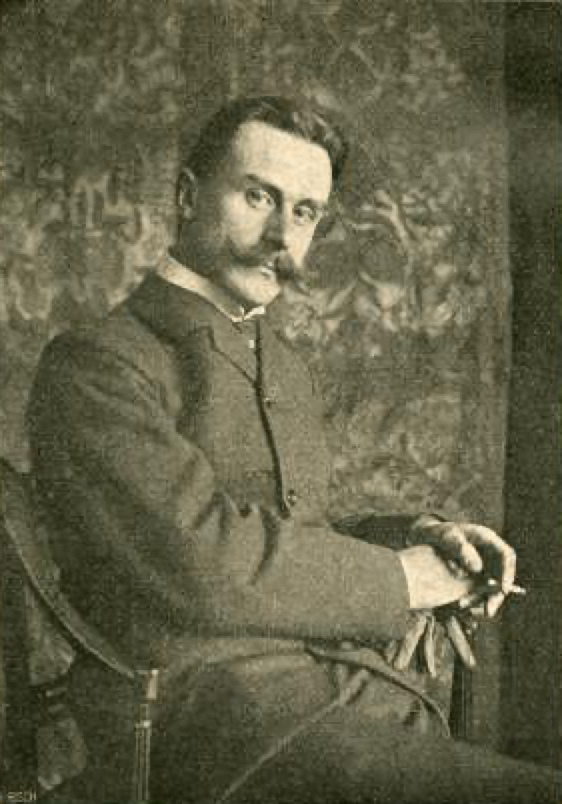
Томас Манн, німецький лауреат Нобелівської премії, є сином німецької бразильки Юлії да Сілви Брунс.

У південних штатах Санта-Катаріна і Ріо-Гранде-ду-Сул, німці становили 22,34 % і 19,3 % відповідно до населення в 1940-х роках, а в Парана було 6,9 %.[27] Лише в штаті Ріо-Гранде-ду-Сул проживає приблизно від 2,5 мільйонів[96] (або навіть третина його населення)[97] людей німецького походження.
У деяких містах ці показники вищі. Наприклад, в місті Помероде, Санта-Катаріна, 90 % населення — це бразильці німецького походження, і основна місцева мова — це східнопомеранський діалект. Це вважається найбільш «німецьким» містом в Бразилії. Багато міст у Південному Бразилії мають більшість громадян німецького походження.[27]
Іноді німецькі прізвища адаптувалися або змінювалися в Бразилії на більш «зрозуміле» написання на португальській мові, оскільки багатьом бразильцям вони були незрозумілими.
| Німецькі прізвища, адаптовані в Бразилії | Німецькі прізвища, адаптовані в Бразилії |
| Німецький                                | Адаптований                              |
| ---------------------------------------- | ---------------------------------------- |
| Бірнбаум                                 | Перейра                                  |
| Дімер                                    | Димер або таймер                         |
| Еммеріх                                  | Емерін                                   |
| Фрейзен                                  | França                                   |
| Goedems                                  | Goettems                                 |
| Грейс                                    | край                                     |
| Хан                                      | Ганн                                     |
| Герценріттер                             | Хейзерітер або Айзенріта                 |
| Джунглі                                  | Junckes або Junkes                       |
| Джастін                                  | Хусто або Джастіно                       |
| Керіг                                    | Керіх                                    |
| Кун                                      | Кунья                                    |
| Ламберт                                  | Ламберті і Ламберті                      |
| Лефхаар                                  | Лефа, Лефа або Лева                      |
| Löwe                                     | Леао                                     |
| Мен                                      | Менгуе                                   |
| Меєр                                     | Майя                                     |
| Остієн                                   | Hóstia                                   |
| Паулюс                                   | Паулос або Пауло                         |
| Шеффер                                   | Шефер                                    |
| Шліцер                                   | Сілістр                                  |
| Вебер                                    | Веббер або Вебер                         |
| Weingärtner                              | Vaingärtner                              |
| Вілверт                                  | Вісенте                                  |
| Фон Мюлен                                | Мюллер, Міллер і Мюллер                  |
| Циммерман                                | Сімао                                    |

### Сім'я Лінсів
Двоє перших німців, які прибули в Бразилію, були двоюрідними братами Себалдом Лінцом фон Дорндорфом і Крістофом Лінцом (або Себалдом Лінс фон Дорндорфом і Крістофом Лінс), які прибули в Бразилію у 1570 році як землевласники. На той час, коли вони прибули, вони одружилися з португальською знаттю, яка тоді жила там, і змінили свої імена на португальські і прізвища згідно з португальськими писемними конвенціями, відповідно, Сібалдо Лінс і Крістован Лінс, засновники родини Лінс в Бразилії. Прізвище є оригінальним для прилеглих областей навколо Лінца (Австрія). Бразильська родина походить від гілки з Ульма (Німеччина).[100][101][102][103]

## Перші німецькі громади
| Місце (UF)                 | Дата     | Місце походження поселенців                                                   |
| -------------------------- | -------- | ----------------------------------------------------------------------------- |
| Нова Фрібурго (RJ)         | 1819 рік | Фрібург (Швейцарія), Рейнська область, Саксонія, Богемія                      |
| São Leopoldo (RS)          | 1824 рік | Хунсрюк, Саксонія, Вюртемберг, Саксен-Кобург                                  |
| Санто-Амаро (SP)           | 1829     | Хунсрюк                                                                       |
| Петрополіс (RJ)            | 1837     | Kastellaun, Mosel, Bingen, Nassau, Ingelheim, Wörrstadt, Darmstadt, Rhineland |
| Санта-Крус (RS)            | 1849 рік | Рейнська область, Померанія, Сілезія                                          |
| Санто-Анджело (RS)         | 1857 рік | Рейнська область, Саксонія, Померанія                                         |
| Нова Петрополіс (RS)       | 1859 рік | Померанія, Саксонія, Богемія                                                  |
| Тевтонія (RS)              | 1868 рік | Вестфалія                                                                     |
| Сан-Лоренсу-ду-Сул (RS)    | 1857 рік | Померанія, Рейнська область                                                   |
| Блюменау (SC)              | 1850 рік | Померанія, Гольштейн, Ганновер, Брауншвейг, Саксонія                          |
| Бруск (Южна Каролина)      | 1860 рік | Баден, Ольденбург, Рейнська область, Померанія, Шлезвіг-Гольштейн, Брауншвейг |
| Померод (Южна Каролина)    | 1861 рік | Помор'я                                                                       |
| Joinville (Южна Кароліна)  | 1851 рік | Померанія, Пруссія, Ольденбург, Шлезвіг-Гольштейн, Ганновер, Швейцарія        |
| Куритиба (PR)              | 1851 рік | Поволзькі німці                                                               |
| Гуарапуава (PR)            | 1951 рік | швабські німці; Швабія                                                        |
| Санта-Ізабель (ES)         | 1847 рік | Хунсрюк, Померанія, Рейнська область, Пруссія, Саксонія                       |
| Санта-Леопольдина (ES)     | 1857 рік | Померанія, Рейнланд, Пруссія, Саксонія, Швейцарія, Тіроль, Шлезвіг-Гольштейн  |
| Санта-Марія-де-Жетиба (ES) | 1857 рік | Помор'я                                                                       |

### Муніципалітети з офіційними німецькими діалектами або іншими германськими мовами

#### Східнопоморський діалект (Ostpommersch)

Муніципалітети Еспіріту-Санту, в яких східнопоморська мова є співофіційною.

##### Еспіріту Санто
- Домінгуш Мартінс[26][27][28][29]
- Ітарана[30][31]
- Ларанха да Терра[27][28][29]
- Млинці[27][29][32][33]
- Санта-Марія-де-Жетиба[27][29][34]
- Вілла Паван[27][29][35]

##### Мінас-Жерайс
- Ітуета (тільки в районі Віла Ніцель)[36][37]

##### Санта-Катаріна
- Померод[38]

##### Ріу-Гранді-ду-Сул
- Canguçu (на затвердженні)[39]

##### Рондонія
- Espigão d'Oeste (на стадії затвердження)[40][41][42][43]

#### Хунсрикська мова (абоRiograndenser Hunsrückisch)

##### Санта-Катаріна
- - Антоніо Карлос: Антоніо Карлос
  - Сан-Жоау-ду-Вешт: Сан-Жоау-ду-Вешт
  - Трезе Тільяс: Трезе Тільяс

##### Ріу-Гранді-ду-Сул
- Естансія Велья[44]
- Нова Гарц[45]
- Салвадор-ду-Сул[46]
- Санта-Марія-ду-Ервал[47][48]

## Виноски
1. ↑  в основному Лютеранство, Кальвіністська церква і Анабаптисти